# Palacio de Lunéville
El palacio de Lunéville (en francés: château de Lunéville), posesión de los duques de Lorena desde el siglo XIII, fue construido a cuenta del duque Leopoldo I de Lorena entre 1703 y 1720 según los planos de Pierre Bourdict, Nicolas Dorbay y Germain Boffrand.
Leopoldo I de Lorena, nacido en el exilio durante la ocupación francesa de Lorena, tomó posesión de sus ducados únicamente tras la firma del tratado de Ryswick (1697). Descubrió entonces que Nancy, su capital, y su palacio allí, que databa de la Edad Media, estaban en malas condiciones y cuya renovación superaba con creces sus capacidades financieras. Bastaron solamente unos pocos años para que la guerra volviera a encender Europa, lo que entrañó otra ocupación militar de los ducados por parte del ejército francés (pero esta vez pacífica). Orgullosamente y no sin gallardía, el duque se retiró a Lunéville, cuyo castillo reconstruyó por completo inspirándose en la moda de la época del palacio de Versalles. Lo convirtió en su residencia principal y murió allí en 1729. Su hijo, el duque Francisco III, pronto se vio obligado a entregar el ducado a título vitalicio al rey de Polonia, Estanislao I Leszczynski, un rey destronado y en el exilio, pero que tenía la ventaja de ser el suegro del rey de Francia. Estanislao también tomó posesión de Lunéville, que hizo reformar a su gusto, y murió allí accidentalmente en febrero de 1766. El ducado y Lunéville fueron luego anexionados por Francia. Los castillos de Lorena recayeron en el rey Luis XV de Francia, que no sabiendo qué hacer con ellos, destruyó muchos, aunque Lunéville sobrevivió pero convirtiéndose en un cuartel.
Durante el transcurso de su historia, el palacio fue víctima de varios incendios, el último de los cuales, en enero de 2003, desencadenó un importante movimiento de movilización para su reconstrucción. Desde el 17 de marzo de 2017, el consejo departamental de Meurthe y Mosela es propietario de todo el palacio.
Obra maestra de la arquitectura del siglo XVIII, el «Versalles de Lorena» fue objeto de una clasificación en el título de los monumentos históricos en 1901.

## Historia

### El castrum y la primera fortaleza medieval
El castillo actual ocupa el sitio de una antigua fortificación cuyo origen es de alrededor del año 1000. Ningún documento revela la existencia de un asentamiento humano allí antes del final del siglo X.
El sitio de Lunéville era entonces propiedad de los poderosos condes episcopales de Metz. El conde Folmar hizo construir allí un castrum para controlar el paso del río Vezouze —un corto afluente de unos 75 km del río Meurthe, en la cuenca del Rin—en la preciosa ruta de la sal de Vic-sur-Seille hacia Deneuvre y Raon-l'Étape, para ganar Sélestat y la Alsacia. No se sabe nada sobre la arquitectura de ese castrum, que podría haber sido solamente un recinto ligero que permitiese la percepción de los peajes.
En la segunda mitad del siglo XII, la tierra de Lunéville pasó a una rama más joven de los Folmar con Hugues de Bliescastel, que tomó el título de Hugo I de Lunéville. Una verdadera fortaleza sucedió entonces al castrum. Esta construcción llevada a cabo por Hugo I de Lunéville o por su hijo Hugo II materializaba el poder de este nuevo linaje señorial. Ese poder será de corta duración, ya que en 1243, el señorío de Lunéville entró en el dominio del duque de Lorena Mateo II, que se convirtió en el dueño del castillo.
Se conoce la parte del conjunto del edificio que estaba en la orilla izquierda del Vezouze, cerca de un puente, en el emplazamiento del castillo actual. Era un edificio cuadrangular flanqueado por torres, rodeado por tres de sus lados por un foso de agua alimentado por el río que fluía a lo largo del flanco norte. Fue en esta fortaleza donde los duques de Lorena residieron voluntariamente a lo largo de la Edad Media. Algunos se interesaron particularmente en ella e hicieron importantes trabajos, como el duque Raúl que fundó en 1343 una capilla dedicada a la Virgen María y a san Antonio, así como estableció que debían decirse allí todas las semanas tres misas, el domingo, miércoles y sábado.
El siglo XV, una época turbulenta, vio a los borgoñones de Carlos el Temerario ocupar Lunéville en 1476; los duques de Lorena y de Bar, a menudo ausentes del país, abandonaron el castillo que se degradó. Solo Renato II (r. 1473/1508) intentó a finales de siglo salvar el edificio de la ruina. Hizo algunas reparaciones y ampliaciones en el nuevo estilo del Renacimiento.
A su vez, los duques Antonio (r. 1508/1544) y su nieto Carlos III (r. 1545/1608) permanecieron con frecuencia en Lunéville y mantuvieron regularmente el castillo. Las transformaciones más importantes tuvieron lugar durante el reinado de Carlos III, que creó muchas fortalezas en Lorena y se empeño en poner en buen estado otras, como hizo en 1559 en Lunéville. Más adelante levantó un nuevo recinto amurallado con bastiones. Los trabajos duraron desde 1587 hasta alrededor de 1591 y se doblaron en tres lados la muralla medieval, incluyendo al este el suburbio de Alemania. Esto supuso un cambio importante en la topografía de la ciudad. La muralla medieval dibujó un cuadrilátero dominado en el noreste por el castillo, que ocupaba un lugar estratégico en la defensa de la ciudad. El segundo recinto estaba rodeado por fosos rellenos por las aguas del Vezouze; en el interior, el castillo estaba aislado de la ciudad por una línea de defensa suplementaria.
Parece que el duque Carlos III estaba más interesado en el sistema defensivo que en el castillo medieval, que quedó muy dañado al final de su reinado, con una de las torres amenazando incluso la ruina.

### La reconstrucción por el duque Enrique II
El sucesor de Carlos III, Enrique II, decidió reconstruir por completo el castillo para hacer de Lunéville una de sus residencias principales. En 1609, el arquitecto Nicolas Marchal y el matemático Jean-Baptiste Stabili dibujaron los planos para un pabellón. Dos años más tarde, el arquitecto Jean Lyot desarrolló nuevos proyectos; las obras fueron confiadas a Jean La Hiere, arquitecto de los edificios ducales, que realizó muchos edificios en Nancy y sus alrededores en la Lorena ducal. La obra se terminó alrededor de 1620 con la creación por Hector Parent del jardín «au derrière du château» ['de detrás del castillo']. La construcción entrañó la desaparición progresiva del antiguo edificio medieval, del que solamente quedaba en 1630 «un vieux corps de logis» y una torre en muy mal estado.
La residencia de Enrique II es conocida por un levantamiento de 1690 conservado en los archivos departamentales de Meurthe y Mosela. La planta en forma de U, consistía en un cuerpo central flanqueado por dos pabellones importantes y de dos cuerpos porticados retirados en escuadra que terminaban cada uno en un pequeño pabellón rectangular. Un muro perforado por un portal cerraba el patio y una escalera en herradura daba acceso al jardín. Esta planta sigue siendo legible en el castillo actual, cuyo cuerpo central se encuentra hoy sobre los cimientos del antiguo, que ocupaba, como hoy, el punto más elevado del emplazamiento.
Este segundo castillo solamente estuvo habitado muy poco tiempo por el duque de Lorena. Menos de veinte años después de su construcción, fue incendiado durante el conflicto con Francia, que entrañó en 1638 el asedio de Lunéville y después la demolición de sus fortificaciones. Además, la guerra de los Treinta Años privó a Lorena de sus gobernantes legítimos hasta 1697, fecha del tratado de Ryswick que finalmente restauró al duque Leopoldo la soberanía de sus estados.

### La obra de Germain Boffrand para el Versalles loreno

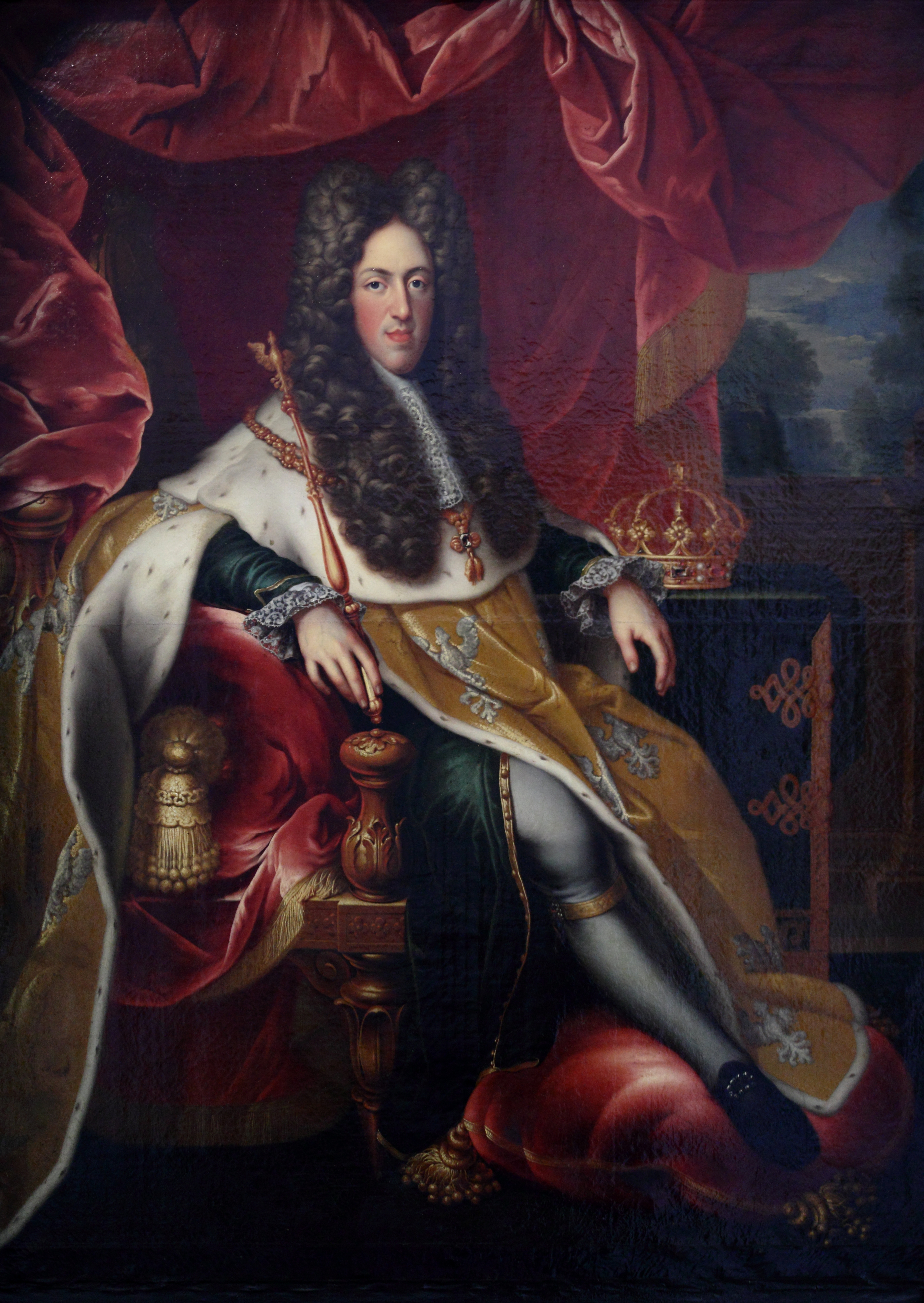
Retrato de pie de Leopoldo I por Nicolas Dupuy (1703), depósito del Museo de Bellas Artes de Nancy en el musée Lorrain.

Después de un siglo de desastres, el reinado de Leopoldo (r. 1697-1729) fue un período de prosperidad que benefició especialmente a Lunéville. Cuando llegó a Lorena, Leopoldo, que se instaló en Nancy, pronto se interesó en Lunéville, donde probablemente planeaba quedarse. Por lo tanto, ya en 1698, hizo emprender importantes reparaciones en el castillo construido por Enrique II. La mayoría de las piezas fueron remodeladas y se construyó un pequeño edificio para alojar a los guardias. Al mismo tiempo, Leopoldo ordenó la reconstrucción parcial del palacio ducal de Nancy.
Todo esto fue solo el preludio de lo que se emprendería a partir de 1702. En esa fecha, inicio de la guerra de sucesión española, las tropas de Luis XIV ocuparon las posesiones ducales, que eran neutrales, incluida Nancy, y permanecieron allí hasta el final del conflicto en 1714. Leopoldo, rechazando esta ocupación de hecho, decidió abandonar su capital. Su elección fue naturalmente su propiedad en Lunéville, en la que ya había invertido mucho. Sin embargo, a pesar de los trabajos recientes, el antiguo castillo no era lo suficientemente grande como para acomodar a su gran corte. Su demolición, entonces decidida, va a dar paso a una inmensa obra de reconstrucción. A través de esta decisión, Leopoldo manifestó su deseo y voluntad de afirmar su legitimidad y su soberanía como ocupante de su Palacio de Versalles. Una razón más para elegir Lunéville fue la distancia entre esta ciudad y Nancy, que coincidía con los estándares de la época, de alrededor de un día a caballo.
La cronología de las obras sigue siendo difícil de establecer. Se extiende desde 1703 hasta 1723, fecha de la instalación final de la corte en Lunéville. Los trabajos avanzaban, conociendo momentos de gran lentitud y períodos de una actividad más o menos intensa vinculados a los recursos financieros del Duque. El primer período de los trabajos consistió en la creación de un antepatio bordeado por dos nuevos edificios, en la extensión del antiguo edificio. Fue dirigido desde 1703 hasta 1705 por Pierre Bourdict nombrado en 1700 como «premier architecte et directeur des ouvrages de sculpture» ('primer arquitecto y director de escultura') del duque. En 1708, el arquitecto Nicolas Dorbay, que también trabajaba en el castillo de Commercy, se hizo cargo de la dirección de la construcción. Luego se abrió una segunda campaña que estuvo muy activa hasta 1718. Finalmente, una tercera campaña, que incluía la obra más importante, comenzó después de un incendio en enero de 1719. Era entonces la obra más grande de Lorena, en la que estaban comprometidos muchos artesanos y artistas.
El nombre del arquitecto francés Germain Boffrand, que es asociado con la construcción del castillo de Lunéville, no aparece en realidad hasta 1709, cuando presentó a la Academia los «plans et élévations qu’il a faits pour le chasteau de Lunéville, que Monsieur le Duc de Lorraine commence à faire rebastir selon ses desseins» (los planos y alzados que ha hecho para el castillo de Lunéville, que Monsieur el duque de Lorena comienza a reedificar según sus diseños). Boffrand, discípulo y colaborador de Jules Hardouin-Mansart, entró al servicio del duque y se convirtió en 1711 en su «premier architecte». Los planos preparados por él se presentaron al duque Leopoldo que eligió el proyecto definitivo. Seis proyectos diferentes se conocen ahora; ninguno está fechado y es difícil ordenarlos cronológicamente con certeza. Se sabe, sin embargo, que muchos de ellos fueron propuestos para la tercera y última campaña de construcción, que comenzó en 1719, después de un accidente que interrumpió abruptamente la finalización de la construcción: el incendio que se declaró en la noche del 3 de enero y que destruyó en unas pocas horas todo el sureste incluyendo los apartamentos ducales y una parte del cuerpo central. Tras ese accidente, Boffrand preparó nuevos planos que debió modificar varias veces antes de obtener el consentimiento del duque. Cabe señalar que Leopoldo, que no pudo obtener el apoyo financiero que esperaba, miró la economía y quiso restaurar «l’aile brûlée» (el ala quemada) tal como era antes del incendio, utilizando los materiales recuperables.
El proyecto final de planta en H fue, en su conjunto, el que presentó Germain Boffrand en 1745 en su Livre d’architecture. Sin embargo, se mantendrá sin terminar dado que el ala que debía ir a lo largo del Vezouze al norte nunca fue construida, seguramente a causa de las dificultades financieras que harían que se interrumpiera prematuramente la construcción. Obviamente a Boffrand le hubiera gustado ver su proyecto terminado: es precisamente en su totalidad el que mostró dos décadas después del final de la obra en su Livre d’architecture donde explica del resto que «l’aile gauche du côté de la rivière n’est pas faite et étoit destinnée aux logements des Princes Étrangers» (el ala izquierda del lado del río no está hecha y estaba destinada a los cuarteles de los Príncipes Extranjeros).
Además de la restricción financiera, el arquitecto debió superar los obstáculos naturales. El terreno ofrecía una pendiente significativa de este a oeste, mientras dominaba el río en el lado norte, donde el suelo era muy pantanoso. Además, la ubicación del antiguo castillo era demasiado limitada para una construcción de tal magnitud, de ahí la obligación de comprar y demoler casas, especialmente para la realización del parque. Este y los jardines que se extienden hacia el este en una terraza fueron llamados desde el comienzo de las obras los «Bosquets». Desde 1710, tomaron una considerable extensión y fueron acondicionados por Yves des Hours, un discípulo de Le Nôtre. Desde 1724, Louis de Nesle completó el trabajo de Yves des Hours. Para desarrollar todo este espacio, era necesario rellenar las antiguas acequias, canalizar el río y arrasar varios edificios. Hizo llamar al ingeniero Didier Lalance para los «jets d’eau et cascades» (chorros de agua y cascadas), y a Philippe Vayringe que realizó en 1732 una «machine à élever les eaux de la Vezouze et les conduire dans les jardins» ("máquina para elevar las aguas del Vezouze y guiarlas en los jardines). Muchos artistas, entre otros Barthélemy Guibal, decoraron los parterres con esculturas.

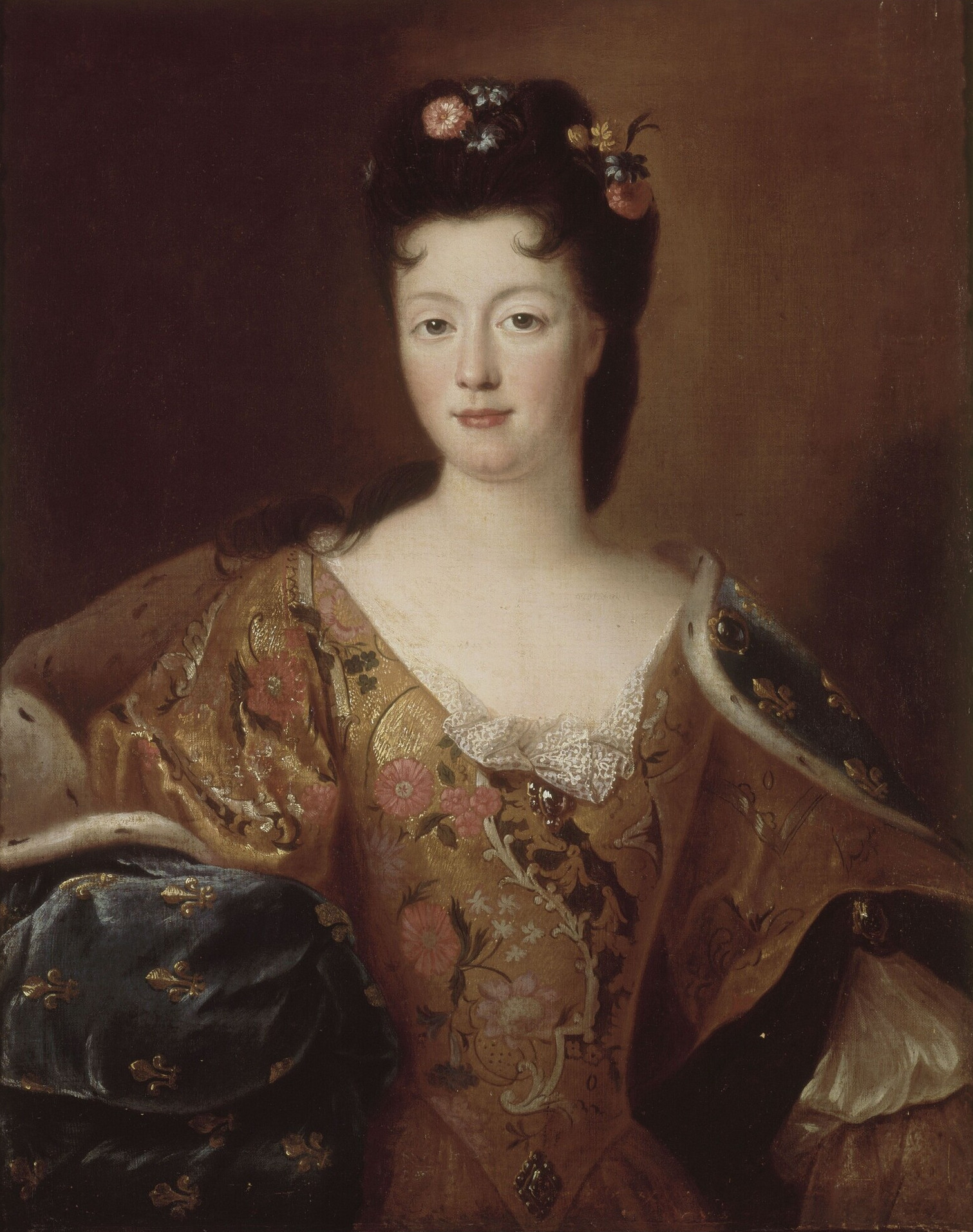
La regente Isabel Carlota de Borbón-Orleans.

El 27 de marzo de 1729, la muerte de Leopoldo provocó el cese de todos los trabajos. El heredero de la corona ducal, Francisco III, a quien su padre había enviado para completar su educación a Austria y que contaba con veinte años, debió regresar a su patria que había abandonado a los quince años. Al dejar la corte imperial por una corte más modesta, regresó a Lunéville pero, mostrando cierta frialdad, rápidamente se hizo impopular. Al año siguiente, confió la regencia a su madre, la duquesa viuda Isabel Carlota de Borbón-Orleans, y emprendió una gira por Europa.
La duquesa vivió en el castillo, rodeada de sus dos hijas y de su tercer hijo, el príncipe Carlos Alejandro. Fue ella quien construyó en 1733 la «salle de comédie», en la extensión de los apartamentos ducales, al sureste del castillo. En 1735, hizo llevar algunas de las decoraciones de la Opéra de Nancy hechas por el arquitecto italiano Antoine Bibiena. Antes de la construcción de este primer teatro, las representaciones teatrales, que eran uno de los entretenimientos favoritos de la corte, tenían lugar en un escenario desmontable instalado en los jardines.
El final de la guerra de sucesión polaca (1733-1738), en la que estuvieron involucradas casi todas las potencias europeas trajo profundos cambios que se concretaron en el Tratado de Viena (1738). Para compensar a Estanislao I Leszczynski, rey polaco destronado en el exilio, se cedía a éste el ducado de Lorena, hasta entonces en manos de Francisco III de Lorena, casado el 12 de febrero de 1736 con María Teresa I de Austria. Con esta compensación, Francia obtenía además la desvinculación de Lorena de los Habsburgo y su adscripción a una rama de la propia familia real francesa, puesto que esperaban que el ducado recayese en la hija de Estanislao, María Leszczynska, casada con Luis XV de Francia. De este modo, Francia alcanzaría lo que consideraba su frontera natural, el río Rin, consolidando sus posiciones en Alsacia. Francisco de Lorena, por su parte, recibiría como compensación el Gran Ducado de Toscana, en Italia, vacante desde la muerte de Juan Gastón I de Toscana, último de los Médicis, además de ver reconocidos los derechos de su esposa a la herencia austriaca. Ello no impidió, sin embargo, que poco después, en 1740, estallase la guerra de sucesión austriaca, por la disputa de dicha herencia.
Esos acuerdos obligaron a la duquesa regente a abandonar Lunéville para retirarse a Commercy (6 de marzo de 1737). Su partida, que simbolizaba la futura cesión de la Lorena a Francia y la desaparición en ella de la antigua Casa de Lorena, dio lugar a verdaderas escenas de histeria de una multitud desesperada y deseosa de mostrar su apego a la familia ducal .

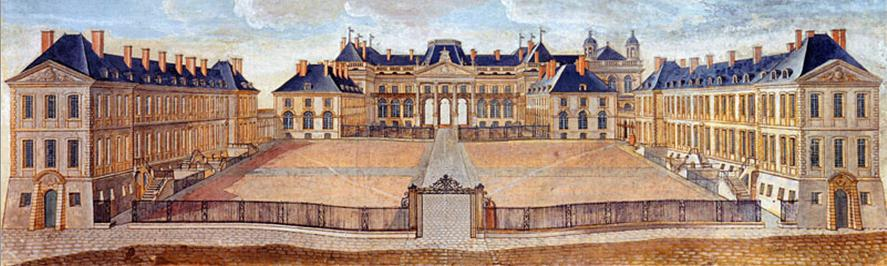
Pintura del del Château de Lunéville.

### Arquitectura de fiesta de un rey constructor

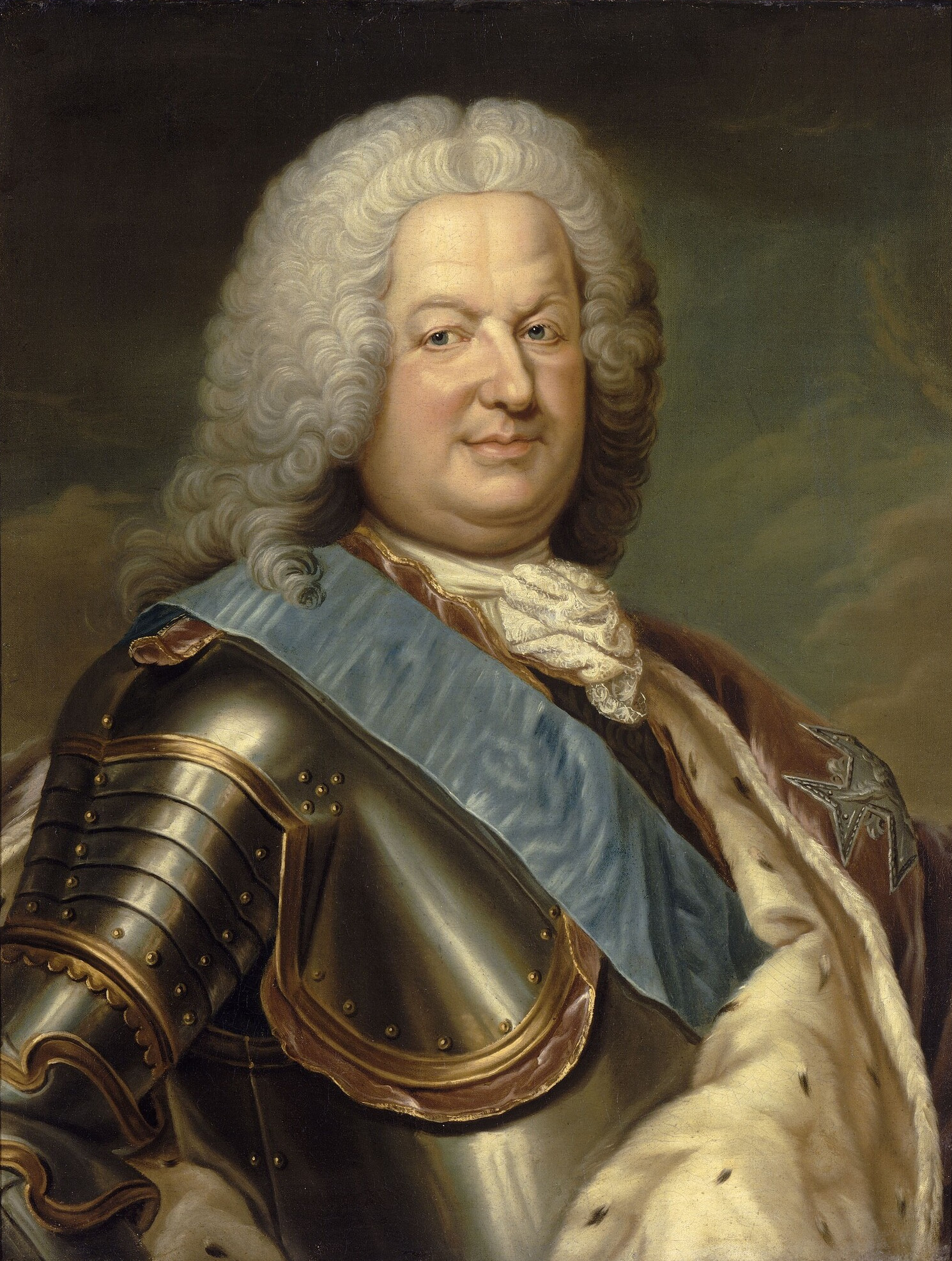
Estanislao I Leszczynski.

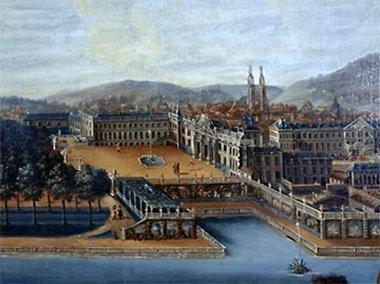
El castillo de Lunéville en la época de Estanislao.

El siguiente 3 de abril, Estanislao I Leszczynski llegó a Lunéville. En realidad, será un duque nominal, por no decir un soberano títere, habiendo renunciado a todo poder efectivo en beneficio del canciller Antoine-Martin Chaumont de La Galaizière, que preparó sin ceremonias los ducados para la pérdida total de su independencia. En ausencia de poder político, Estanislao se contentó con llevar una vida principesca en medio de una corte importante. De hecho, mantuvo una gran libertad solo en el dominio intelectual y artístico, y situó así a Lunéville entre las cortes europeas más brillantes del siglo XVIII.
Al llegar a Lunéville, Estanislao encontró un castillo en perfectas condiciones, perfectamente adaptado a una vida principesca. Lo único que le quedaba era disponer a su gusto el acondicionamiento y la decoración interior que habían sido desmanteladas por orden de Francisco III. La arquitectura del castillo no sufrió ninguna modificación. Sin embargo, la distribución de los apartamentos ducales no se correspondía con los imperativos del ceremonial del antiguo rey polaco, el nuevo «soberano» hizo cambiar la disposición de las piezas, que reamuebló y decoró con muchos objetos, tapices y pinturas.
Los trabajos más importantes tuvieron lugar en el parque. Si bien Estanislao mantuvo la planta general del «Bosquets», aumentó mucho su superficie. Hacia el sur, creó nuevos parterres a lo largo de las casas de la calle de Alemania, en la prolongación de sus apartamentos y de los de su esposa. Al norte, en 1738 y 1739, compró los terrenos pantanosos en las orillas del Vezouze, que hizo limpiar y acondicionar en lo que se llamó «Nouveaux Bosquets». Luego hizo erigir construcciones enteramente originales, en la tradición de los jardines orientales acondicionados con muchos pabellones y folies.
Para realizar sus proyectos, Estanislao hizo llamar al arquitecto Emmanuel Héré. Nacido en 1705, formado muy joven en las obras de Lunéville donde su padre trabaja como «commis des travaux», entró en la agencia de Germain Boffrand y se convirtió a la edad de 32 años en «premier architecte» de Estanislao. Hombre de corte, Héré sabía cómo cumplir con los requisitos de Estanislao (o incluso adaptarse a sus caprichos). Conocido hoy en todo el mundo por haber creado la famosa plaza real de Nancy, fue en Lunéville donde mejor desarrolló su ingenio de invención arquitectónica al levantar en el parque un conjunto notable de fábricas, en especial «la Pêcherie» (al final del «Grand Canal») o incluso «le Pavillon de la Cascade», construido en 1743 por encima de unas cascadas dispuestas sabiamente en tres niveles. Sin embargo, el logro más extraordinario fue el del «Rocher» que en 1742 transformó el basamento de la terraza del castillo en el lado norte. En unos 250 m a lo largo del «Grand Canal», se dispusieron piedras y bloques de arenisca al pie de la terraza formando un conjunto artificial de colinas y grutas atravesadas por senderos y arroyos. Sobre este fondo rocoso, el relojero François Richard instaló ochenta y ocho autómatas de tamaño natural, que cobraban vida con ingeniosos sistemas hidráulicos. El tema general era una pastoral, donde se representaban muchas escenas bucólicas campesinas al gusto rococó. Símbolo de las fantasías del rey Estanislao, este teatro de autómatas que maravilló a algunos de los visitantes de prestigio, como Voltaire, Montesquieu o Helvétius, representaba un mundo utópico, tal como el que imaginaban algunos filósofos de la Ilustración, con los que Estanislao podía ser relacionado.

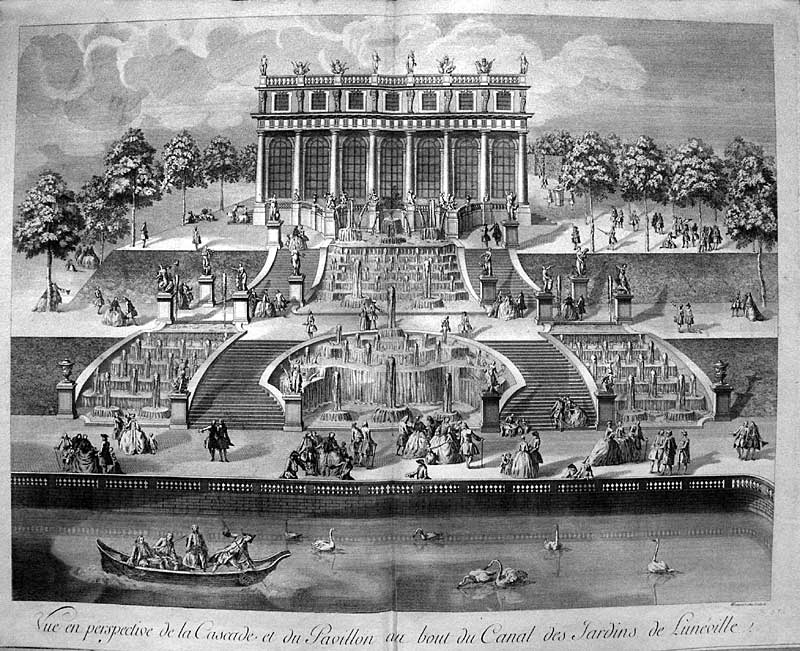
Grabado del que representa el pabellón de la Cascada.

Entre el «Grand canal» y la «Pagode», un estanque paralelo al río, Emmanuel Héré construyó, a petición de Estanislao, un conjunto de ocho casitas idénticas llamadas las «Chartreuses». El rey las distribuyó entre sus favoritos, quienes cultivaron allí su jardín durante una temporada. Íntimamente ligadas a la vida de la corte, estas construcciones reflejaban la vida del soberano. En cuanto a la jardinería, es una manifestación temprana del espíritu romántico de «retorno a la naturaleza», aunque esta composición no fuese nueva: ya apareció alrededor de 1680 en Marly, donde Jules Hardouin-Mansart había construido doce pequeños pabellones que Luis XIV destinaba a sus invitados.

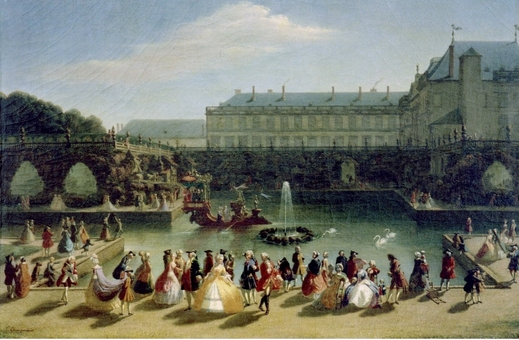
Fête à Lunéville en 1742, de Laurent Charpentier

Los caprichos (en francés: fabriques) más notables de Lunéville son el «Kiosque» y el «Trèfle». Construidos entre 1738 y 1740, su forma exótica, con elementos chinos y turcos, fue una novedad en la arquitectura francesa de mediados del siglo XVIII. Aquí Emmanuel Héré fue uno de los primeros maestros de obras de estas formas originales, después del ejemplo precoz dado en 1670 por Louis Le Vau en Versailles, en el Trianon de porcelana. En términos más generales, las creaciones de Héré integradas en el parque del castillo marcaron una etapa en el arte de los jardines, que vio aparecer y multiplicarse los caprichos en la segunda mitad del siglo XVIII. Frecuentes en Inglaterra, como en la mayoría de los países del otro lado del Rin, estos edificios están en su mayoría cerca de este tipo de «fantasía arquitectónica» (en francés: folies) nacidos en Lunéville alrededor de 1740. (Como prueba, Estanislao Leszczyński introdujo la palabra «kiosque» en el idioma francés).

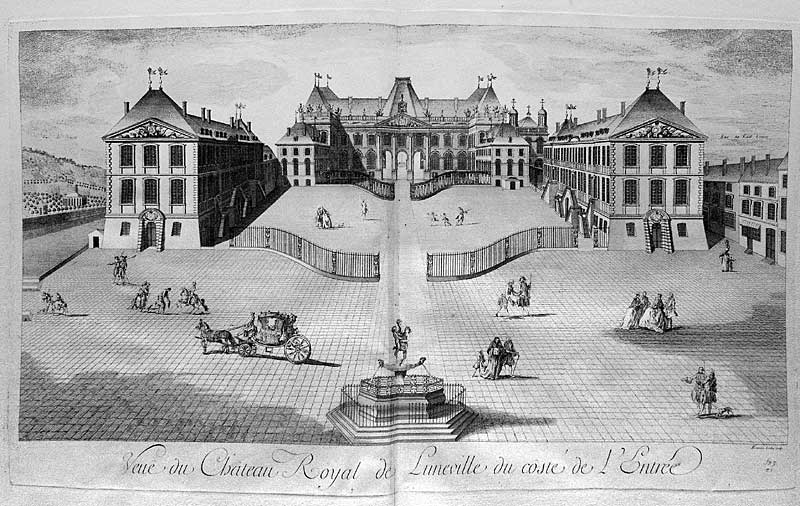
El castillo según Héré

El castillo de Lunéville conoció entonces sus horas más espléndidas. Los más grandes filósofos de la Época de la Ilustración se presentaron en la corte del rey Estanislao. Lunéville se convirtió en uno de los principales centros intelectuales de Europa, pareja al palacio de Sanssouci, donde se encuentra además de una réplica (a escala reducida) del famoso «Trèfle» (Trébol) de Lunéville. Según testimonios contemporáneos, «cette cour de Lunéville [...] brillait d'un si vif éclat qu'elle semblait un reflet de la cour de Versailles». Después de la muerte de la reina (1747), la marquesa de Boufflers, amante en título del rey, jugó un papel importante: «fort jolie femme, plus galante encore et, s'il est possible, encore plus incrédule [...], elle y faisait les honneurs au nom du roi».
El 23 de febrero de 1766, Estanislao murió. Luis XV no quiso asumir los elevados costes de la herencia de un suegro al que despreciaba y Lunéville perdió su estatus y su prestigio. La corte no tenía ya ninguna razón de ser, el importante personal que constituía la «Maison civile» y la «Maison militaire» del soberano fue simplemente despedido y la vida del castillo se detuvo. 

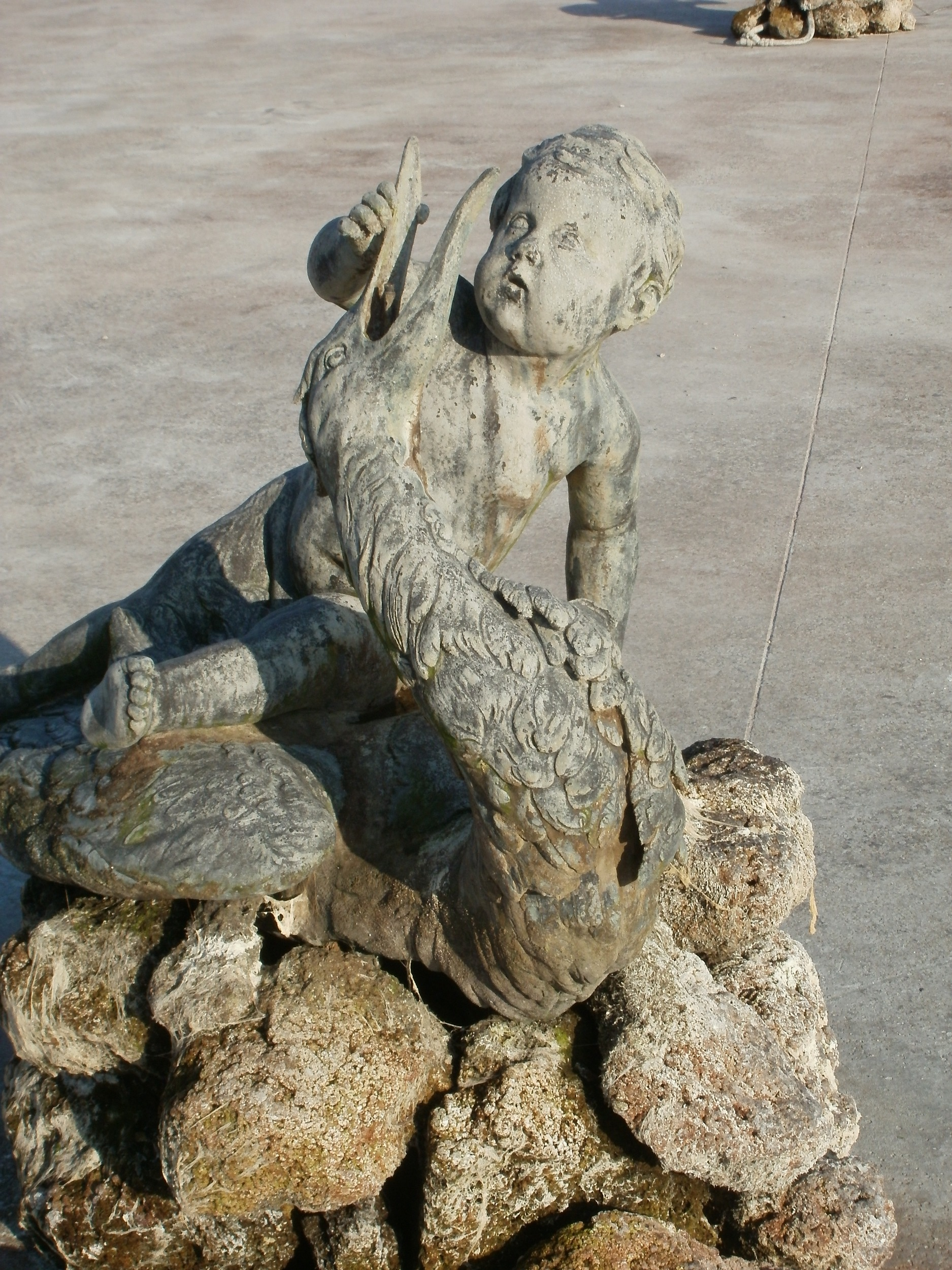
Amour chevauchant un cygne, de Barthélémy Guibal, château de Schwetzingen.

Solo quedaron los muros. El suntuoso mobiliario se dispersó y se vendió. El parque fue mutilado por la falta de mantenimiento y la desaparición de la decoración. La mayoría de las estatuas fueron vendidas en una subasta y algunos grupos de plomo fueron comprados en nombre del elector palatino Carlos Teodoro de Baviera para su castillo de Schwetzingen, donde todavía son visibles. Los caprichos se cedieron a particulares, luego cayeron en la ruina. No obstante, a diferencia de otras residencias de Estanislao, Lunéville no se destruyó.

### La ocupación por el Ejército durante elsigloXIX
Unos meses después de la muerte de Estanislao I Leszczynski, el castillo se transformó en cuartel. Luis XV envió una guarnición de la Gendarmería de Francia. Formó un cuerpo de élite de diez compañías, con un total de casi mil hombres. Reconocibles por su uniforme de tela escarlata, eran apodados los «Gendarmes rouges». Un primer destacamento llegó a Lunéville a partir del 13 de noviembre de 1766 y se instaló en el castillo. Veinte años después, la Gendarmería de Francia fue disuelta. Fue reemplazada en Lunéville por dos regimientos de «carabiniers de Monsieur», que desaparecieron a su vez en la Revolución.
El castillo quedó totalmente en desuso. La capilla se transformó en una tienda de forrajes, antes de servir como sala de reuniones para los revolucionarios locales. Lo que quedó del mobiliario y de las boiseries del castillo, las estatuas del parque y los autómatas del «Rocher» se vendieron como bien national.
Entre septiembre de 1800 y febrero de 1801, Bonaparte dio la orden de instalar allí un telégrafo Chappe para permitir las comunicaciones entre París y Lunéville, donde se llevaban a cabo las negociaciones con Austria para ratificar los términos del tratado de Campoformio.

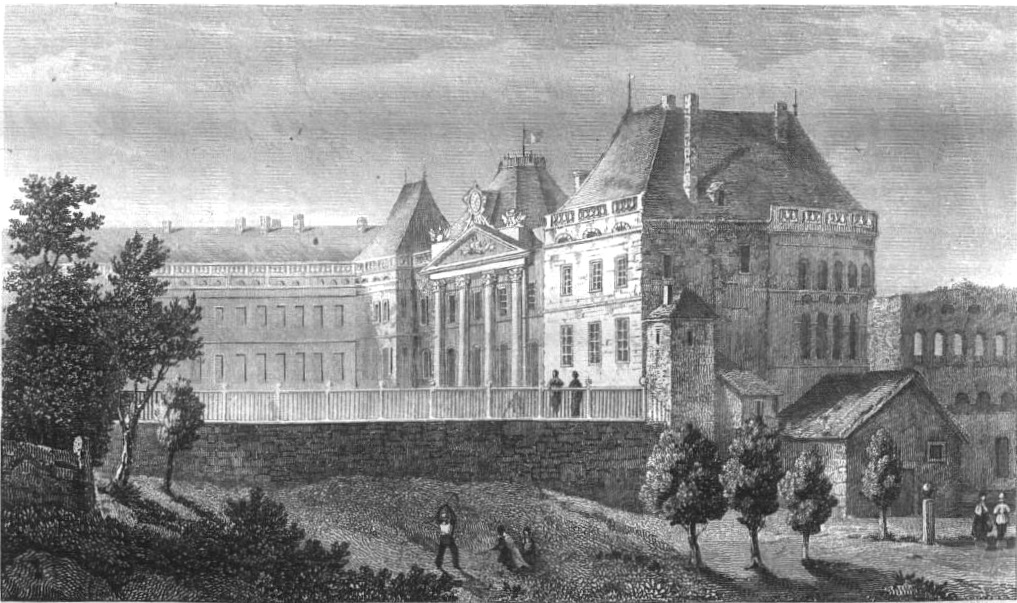
Grabado del castillo en 1838

Bajo la Restauración, el castillo encontró una función militar, que conservará parcialmente hasta el día de hoy. En reconocimiento de su fidelidad a la realeza, Luis XVIII cedió en 1816 al príncipe de Hohenlohe el disfrute del castillo.
En 1824 este último creó allí un centro de caballería militar que servía como escuela para los oficiales. En ese momento también se convirtió en gobernador de campo. Un lugar grande estaba reservado para las distracciones, aportando una nueva animación en la ciudad. Fiestas ecuestres, juegos de pelota y recepciones revivieron en el castillo la brillante vida del siglo XVIII. En 1852 se estableció una división de caballería completamente nueva. Los oficiales fueron alojados en los antiguos apartamentos ducales con vistas al jardín. Se construyeron unos establos en el lado norte, en el patio llamado «du Rocher». A pesar de las limitaciones de la vida militar, la presencia del ejército en todo el siglo XIX permitió la conservación y el mantenimiento del edificio. El trabajo de restauración principal se llevó a cabo después de dos incendios: el primero en 1814 destruyó parte del ala norte, el segundo en 1849 causó daños extensos en el lado sur.

### Las restauraciones de «l’après-Mérimée»
En 1861, el ministro de Guerra de la época (Jacques Louis Randon) solicitó a la Comisión de Monumentos Históricos la clasificación del edificio. Su petición fue rechazada categóricamente, ya que el interés del servicio se limitaba a la arquitectura medieval. Prosper Mérimée elaboró un informe severo y despectivo: consideró que el castillo 

no merece ser clasificado entre los Monumentos históricos; es […] un gran edificio de un estilo bastante bárbaro, incluso para la época de decadencia en la que fue construido.
«ne mérite pas d’être classé parmi les Monuments historiques ; c’est […] un grand bâtiment d’un style assez barbare, même pour l’époque de décadence à laquelle il a été construit.

.
Una cincuentena de años después, los juicios ya habían evolucionado. En 1901 se comenzó por clasificar la capilla. El resto del castillo lo será parcialmente en 1929. Desde entonces, los trabajos de restauración continuaron, sin más interrupción que durante la Segunda Guerra Mundial. La capilla fue restaurada entre 1902 y 1904. Los años 1938 y 1939 vieron la reparación de las cubiertas y de las balaustradas del cuerpo principal y la parte norte. 
A partir de 1945, varios servicios administrativos, el museo municipal, una cantina, y apartamentos y oficinas militares ocuparon el edificio. El parque, restaurado a partir de 1945, sigue siendo hoy un lugar de paseo y relajación apreciado por todos.
En 1995, el alcalde de Lunéville, Michel Closse, impulsó un proceso de restauración del castillo que llevó a la ciudad de Lunéville a cederlo, en 2000, al consejo general de Meurthe y Mosela. Esta cesión evitará posteriormente que el municipio se encontrara solo frente a las consecuencias financieras del incendio de enero de 2003.

## Los incendios en el palacio

### Siete primeros incendios
Varios fuegos han causado daños. Un total de siete incendios importantes se declararon antes de enero de 2003:
- primer incendio, el 3 de enero de 1719, en el ala derecha del castillo. Siete muertes.
- 2.º incendio, en 1739, que se declaró en el ala de la explanada en el primer piso.
- 3.er incendio, en 1759, que comenzó en el mismo lugar que en 1739.
- 4.º incendio, en 1789, clasificado como incendio menor, pero que podría haber tenido graves consecuencias, se declaró en las cocinas ubicadas en el sótano y se extendió a la gran escalera. Fue detenido porque el lugar fue construido en piedra y no de madera.
- 5.º incendio, el 1 de enero de 1814, destruyó la pequeña ala norte del patio del castillo.
- 6.º incendio, el 23 de noviembre de 1849, el siniestro estalló a las 6 de la mañana en el mismo lugar que en 1719, en el primer piso del pabellón que miraba a la terraza. El fuego estalló en el apartamento del ayuda de campo del general y se extendió por los áticos, amenazando el donjon y la capilla. Los bomberos pudieron neutralizarlo creando cortafuegos cortando los edificios y las carpinterías a nivel del cuerpo central y en las alas pequeñas que daban a la plaza del teatro. El fuego se limitó así al pabellón que permaneció aislado. En ese momento, la gente formó una cadena llenando cubos de madera con agua desde el canal, y tomó 24 horas controlar el fuego. Las caídas de vigas y chimeneas causaron muchos accidentes, incluidos dos graves: dos soldados heridos, a uno de los cuales le fue amputado un pie y al otro dos dedos.
- 7.º incendio, el 19 de marzo de 1961, causó estragos en el techo del ala izquierda del castillo. Entre 300−500 m2 de techumbres y de carpinterías se convierten en carbón y ceniza.

### El incendio de enero de 2003
En la noche del 2 al 3 de enero, un incendio arrasó dos tercios de los apartamentos principescos pertenecientes al Ministerio de Defensa, un tercio de los edificios del Consejo General de Meurthe y Mosela, todo los tejados del ala sureste y la capilla real. Los techos, al desplomarse, provocaron el colapso de importantes elementos de mampostería.
Se tomaron medidas de emergencia ya en 2003 para garantizar la seguridad de los visitantes con un costo de 3 millones de euros. Un estudio de la restauración del castillo comenzó en 2004, bajo el patrocinio del arquitecto jefe de monumentos históricos. Las obras fueron financiadas por el Ministerio de Defensa y por el Consejo General de Meurthe y Mosela (con la ayuda de subsidios, seguros y créditos europeos).
La conmoción suscitada por este fuego se convirtió en un vasto movimiento de movilización realizado por una asociación Lunéville, château des Lumières cuyo presidente era el alcalde, Michel Closse, y el presidente honorario Otón de Habsburgo-Lorena, descendiente directo y heredero del duque Leopoldo I de Lorena, que había construido el castillo en 1703. La asociación conseguirá más de un millón de euros en donaciones, con 3500 donantes y casi 800 miembros. Los fondos recaudados se confiaron a la Fondation du Patrimoine. Varias publicaciones y ediciones, así como un sitio web, permitieron seguir la evolución de las obras.
El costo total estimado de estos trabajos (reconstrucción y restauración) es de más de 100 millones de euros, repartidos al 60% para el Estado propietario y del 40% a cargo del departamento. En total, el departamento, que recibió un cheque de más de 26 millones de euros de su aseguradora, invertirá en el período 2007-2013, 36 millones de euros. Se planean 14 millones de euros adicionales para el período 2013-2016.

El castillo visto desde el jardín
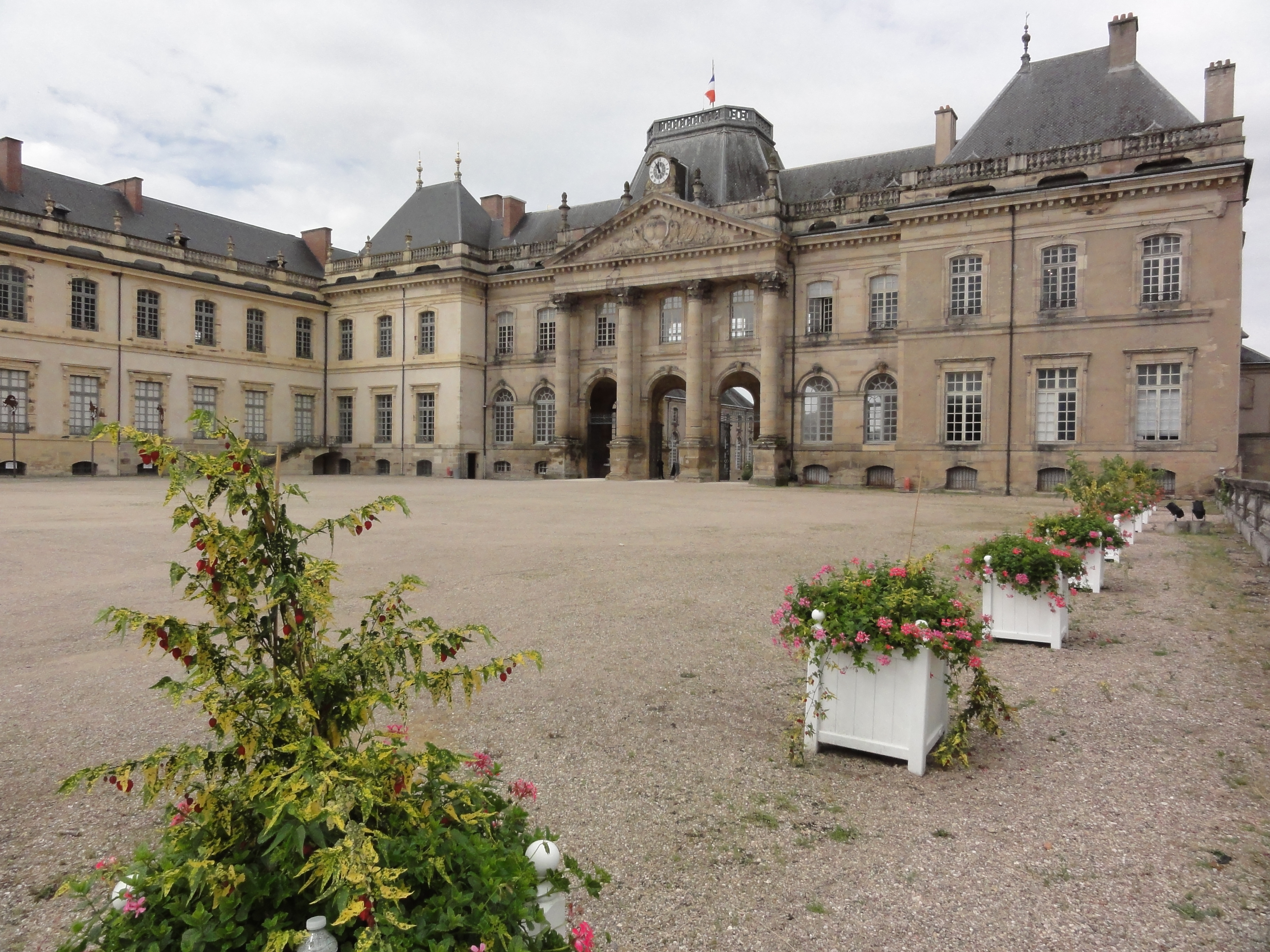
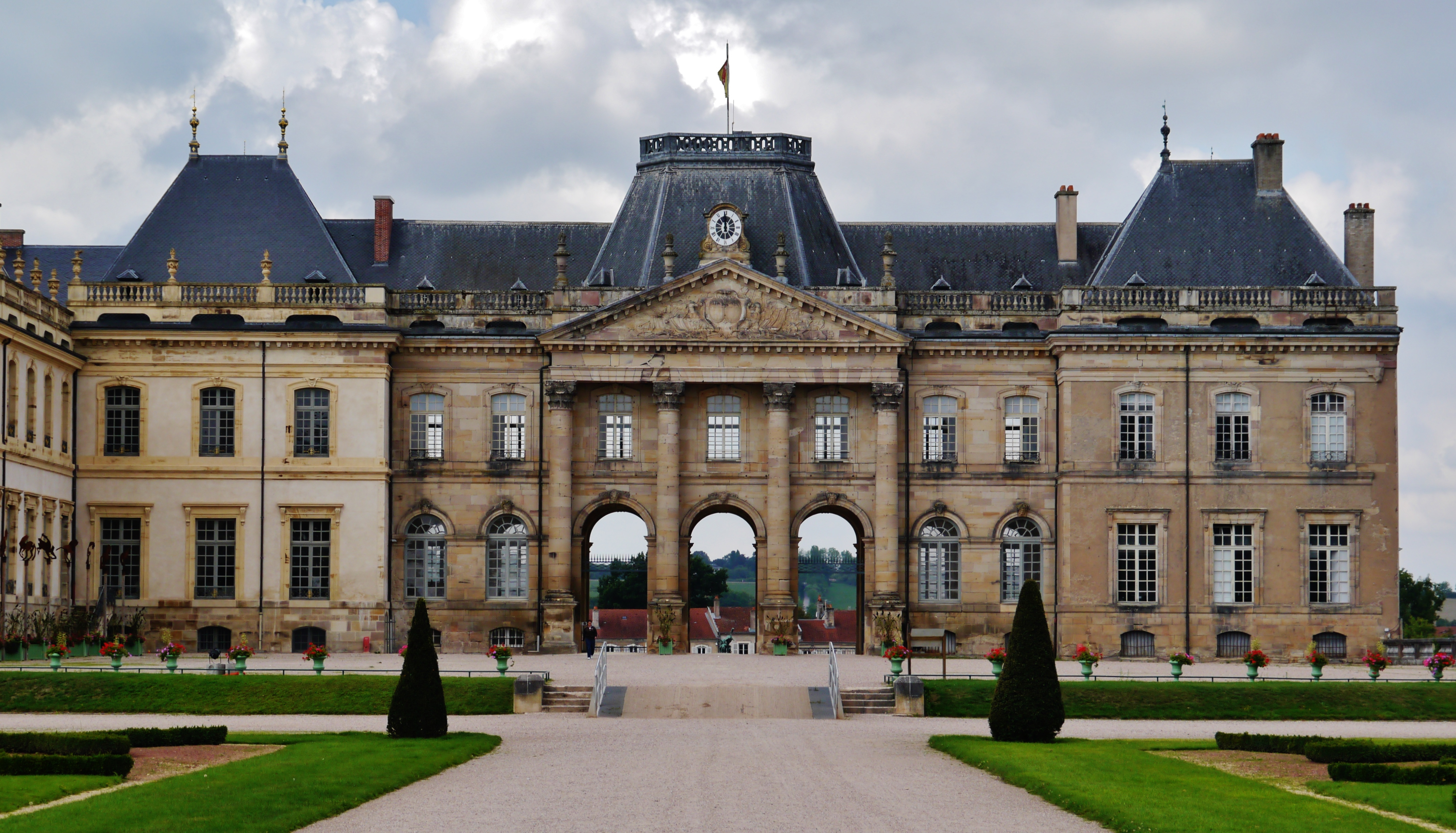
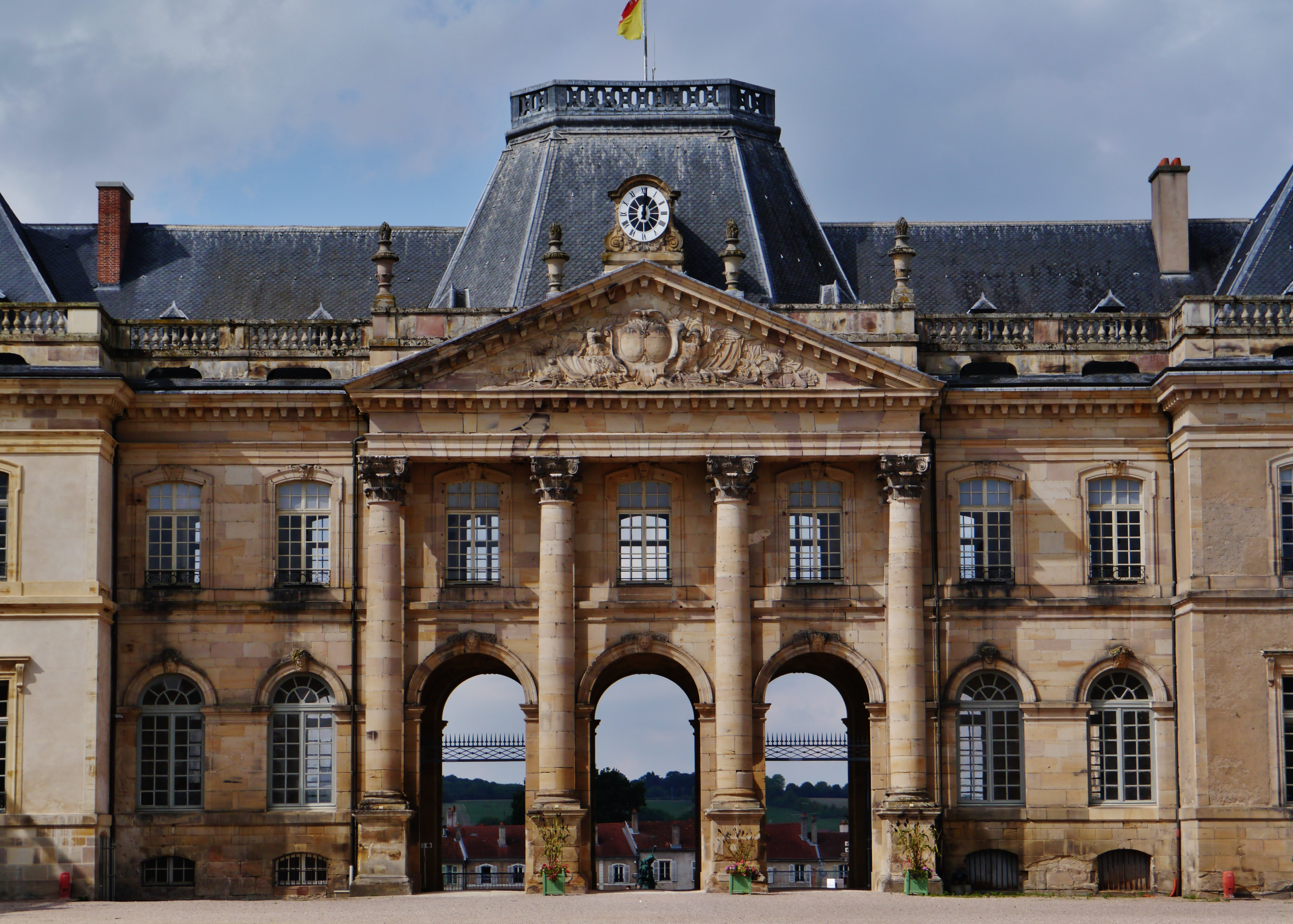
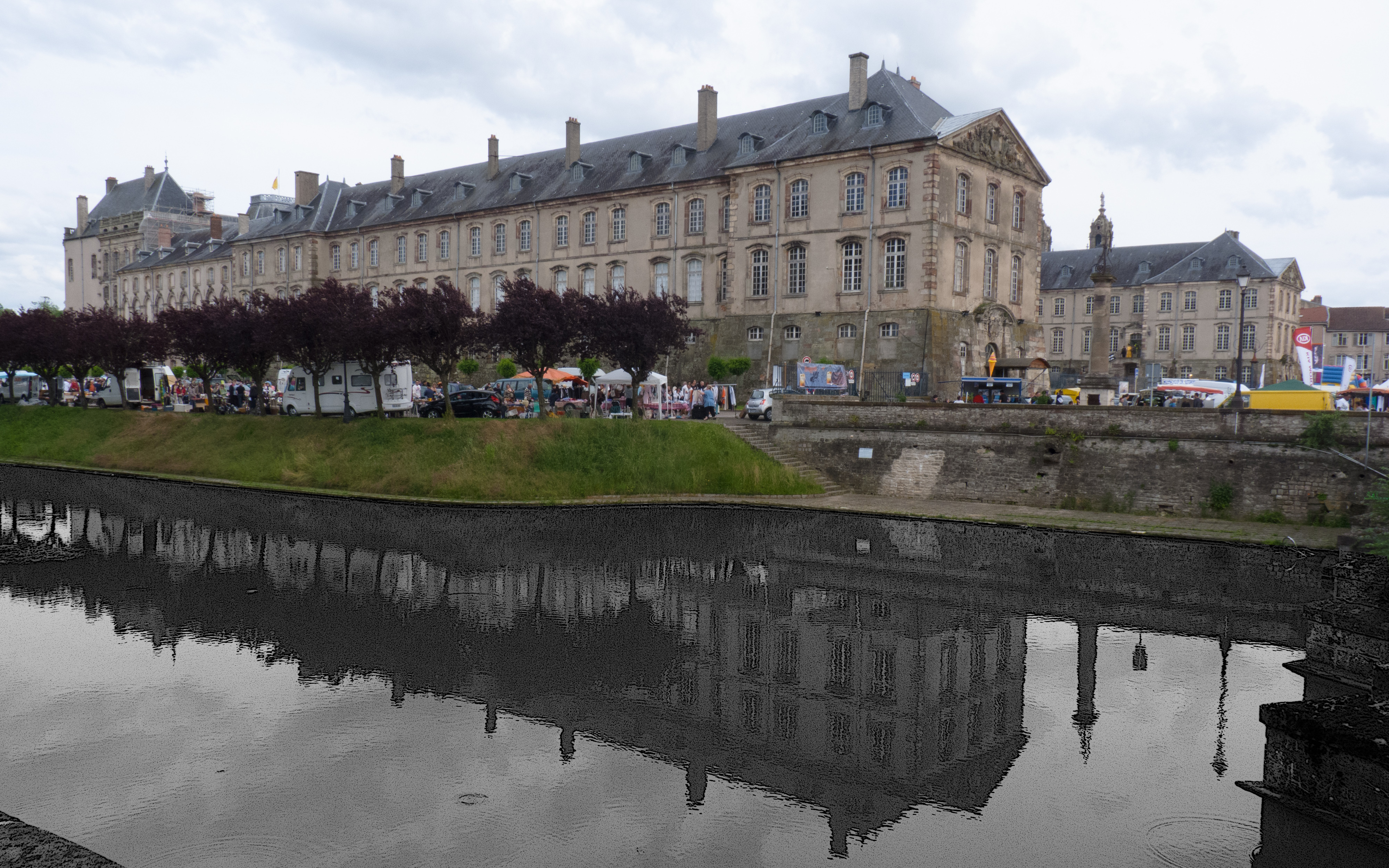

### Restauración del palacio (2005-2023)
Lista cronológica de los trabajos:
- 2 de abril de 2005: el Consejo General de Meurthe y Mosela y el ministerio de Defensa, copropietarios de la parte incendiada, formalizan el lanzamiento de los trabajos de reconstrucción y restauración del castillo. La gestión de la operación es asegurada por cada jefe de obra (Servicio de Infraestructura de Defensa - Établissement du Génie de Nancy, para el ministerio de Defensa, y Direction du Développement, para el Consejo General de Meurthe-et-Moselle). La dirección general del proyecto estuvo a cargo de Pierre-Yves Caillault, arquitecto jefe de los monumentos históricos.
- 21 de octubre de 2006: inauguración de la restauración del vestíbulo, pasaje majestuoso entre el patio y los jardines.
- 2 de abril de 2007: lanzamiento de los trabajos de restauración en techos y fachadas con un plazo de 48 meses.
- 16 de septiembre de 2009: difusión del programa Des racines et des ailes que dedicó un reportaje sobre las obras de restauración del castillo, así como los diferentes oficios involucrados en esta impresionante obra que era en ese momento la mayor obra de patrimonio en Europa. Los andamiajes del ala ducal desaparecieron para dar paso a las fachadas restauradas.
- 16 de septiembre de 2010: recepción, durante las Jornadas del Patrimonio, de los trabajos de restauración de la capilla, de la escalera principal sur, de la sala de guardia, de la sala de librea y de las salas abovedadas en el sótano. El evento rindió homenaje a los compañeros y obreros que trabajaron en esta obra excepcional.
- 2023 es la fecha de finalización planificada para la restauración total del castillo, 20 años después del incendio.

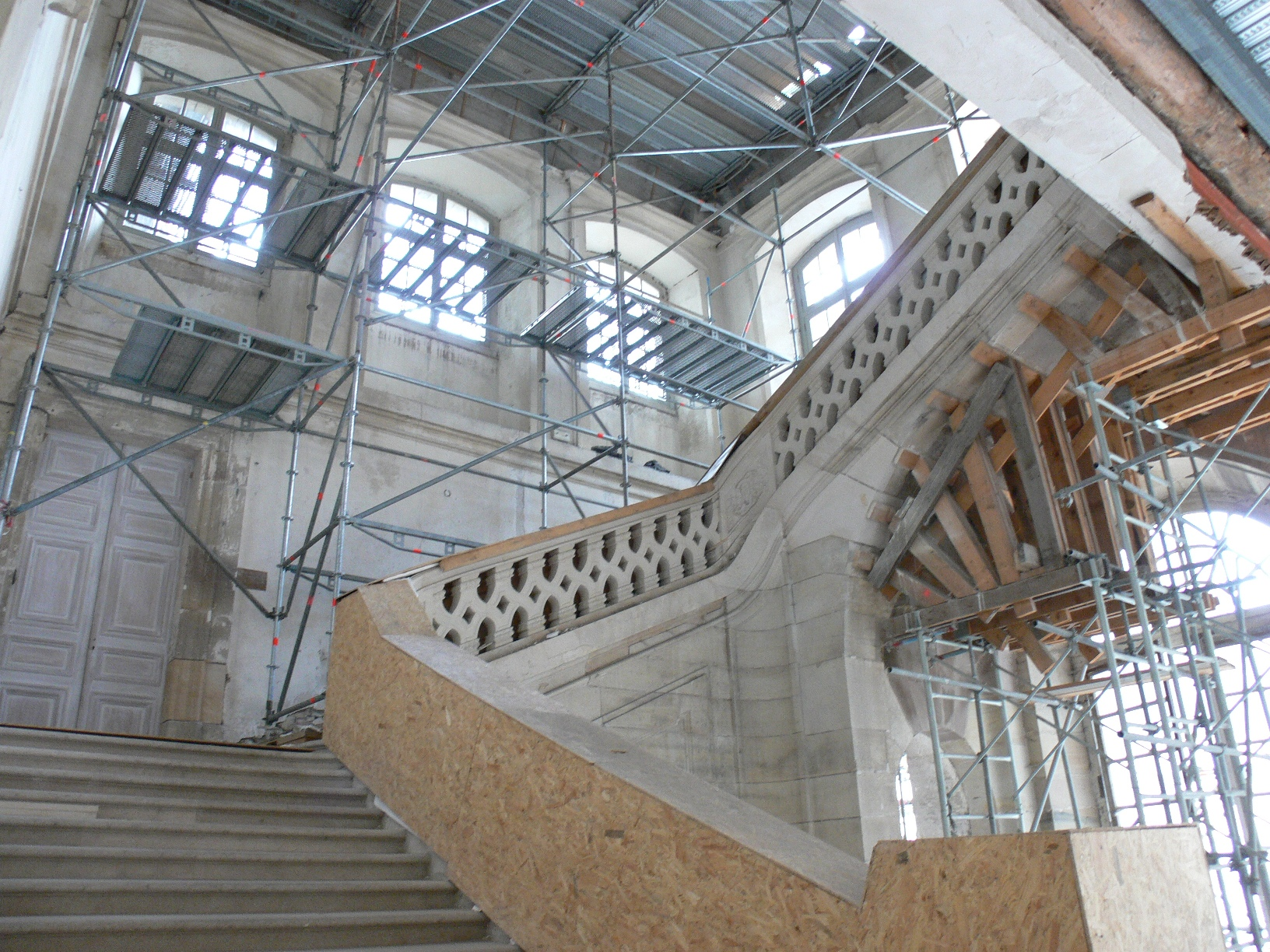
Escalera sur en curso de restauración (estado en 2008)
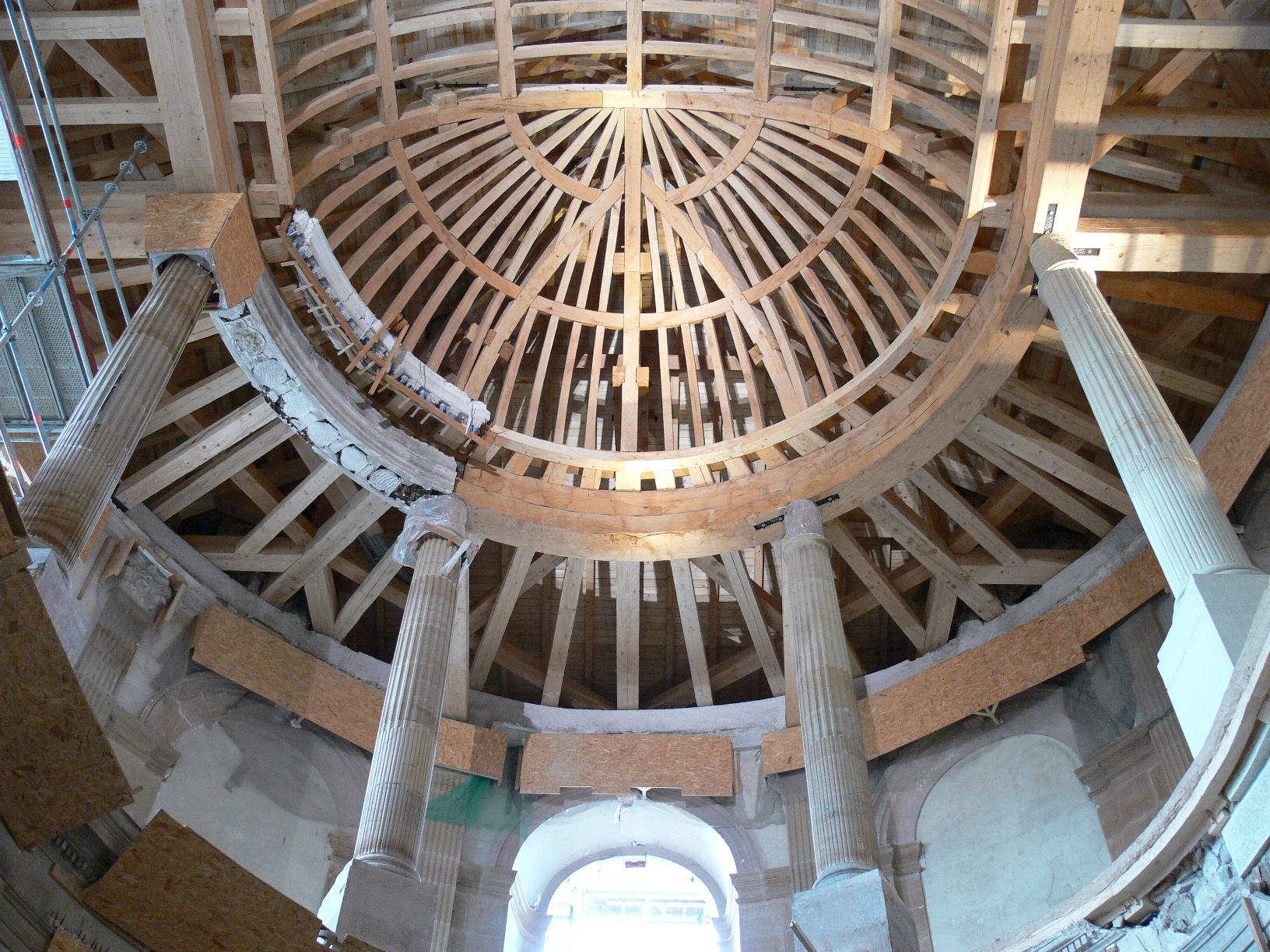
Carpinterías de la capilla (2008)
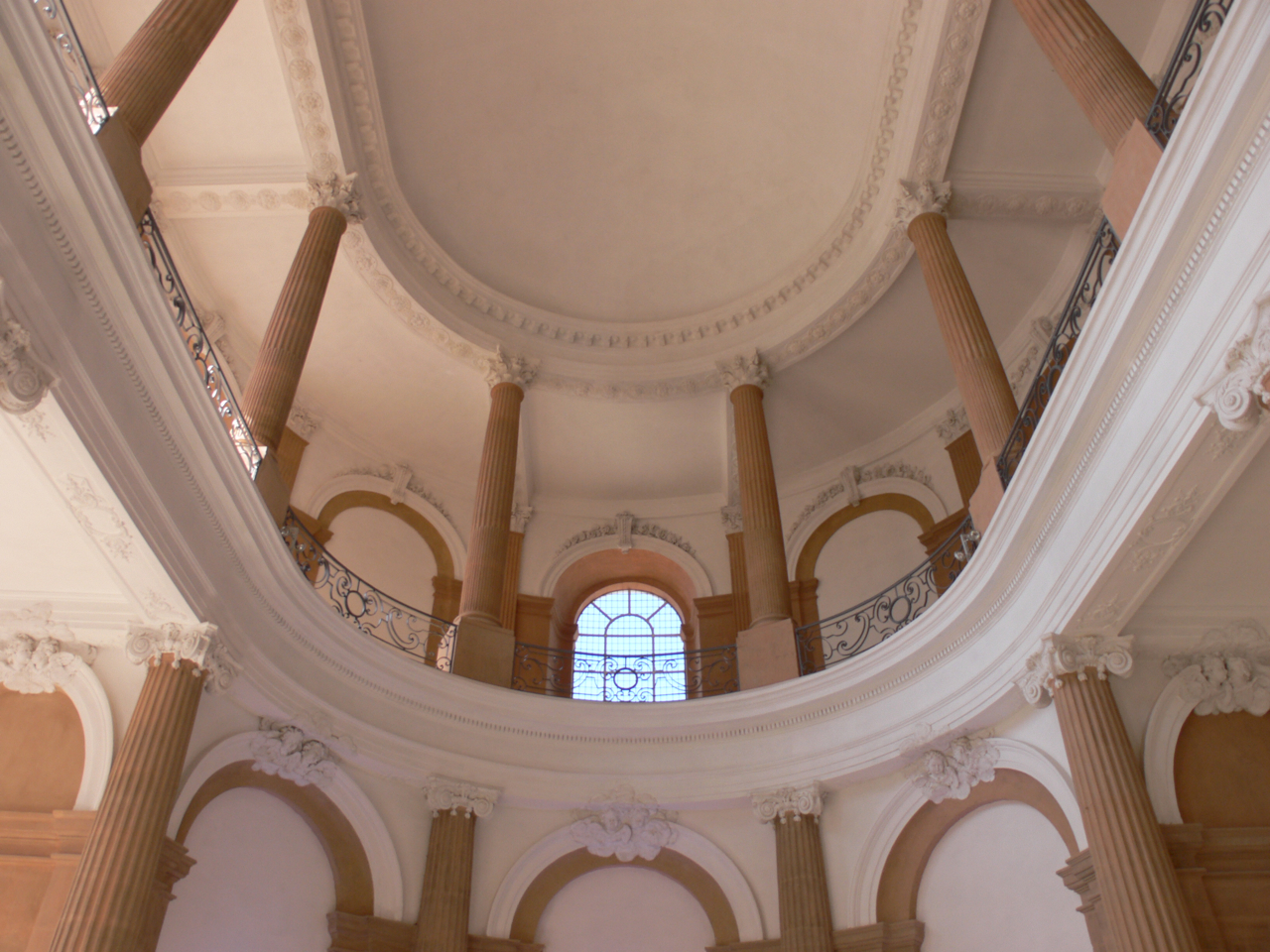
Capilla restaurada (2010)
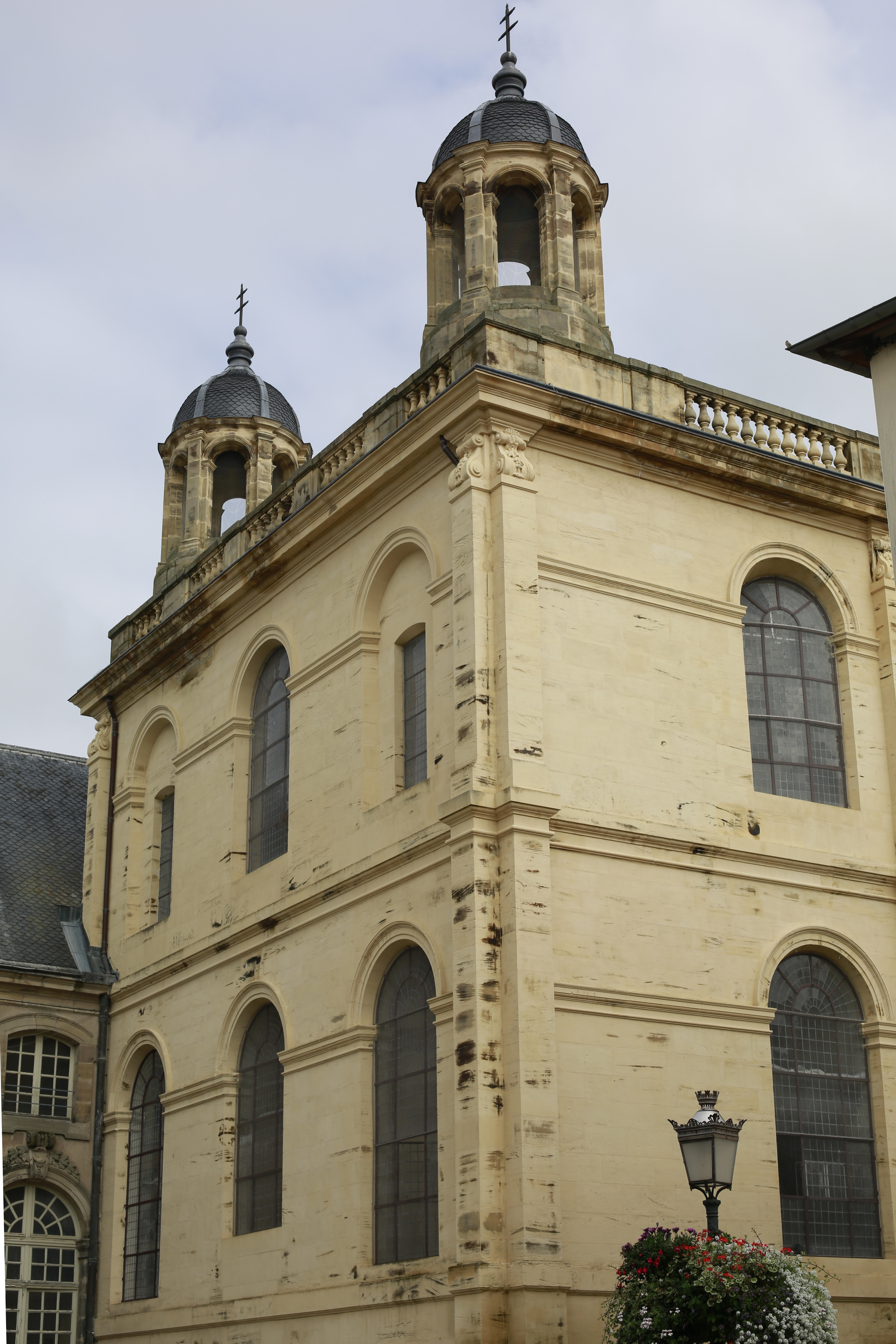
Exterior de la capilla (2013)

## Los interiores del palacio
Las partes restauradas están abiertas a visitas, que se puede hacer todos los días de 10:00 a 12:00 y de 14:00 a 18:00 (excepto el martes, día de cierre).

### Sala de guardias
La primera sala de los apartamentos principescos estaba ocupada por los guardias encargados de la seguridad, como en todas las residencias principescas, que autorizaban o no a los cortesanos de la corte a pasar a la sala de librea para una audiencia con el duque.
Accesible por el cuerpo central del castillo (vestíbulo), la sala de guardia es ahora la acogida principal del castillo y proporciona acceso a la capilla. Hay información sobre el castillo y su programación, las taquillas de los espectáculos y eventos, el alquiler de audioguías, la recepción e información turística y una tienda.

### Sala de la librea
Primera antecámara que servía a la corte de sala de espera antes de entrar en los apartamentos del duque de Lorena. Gracias a su tamaño, la sala también podía ser utilizada para bailes y banquetes de la corte de Lorena. Toma su nombre de la librea que era el uniforme usado por los sirvientes.

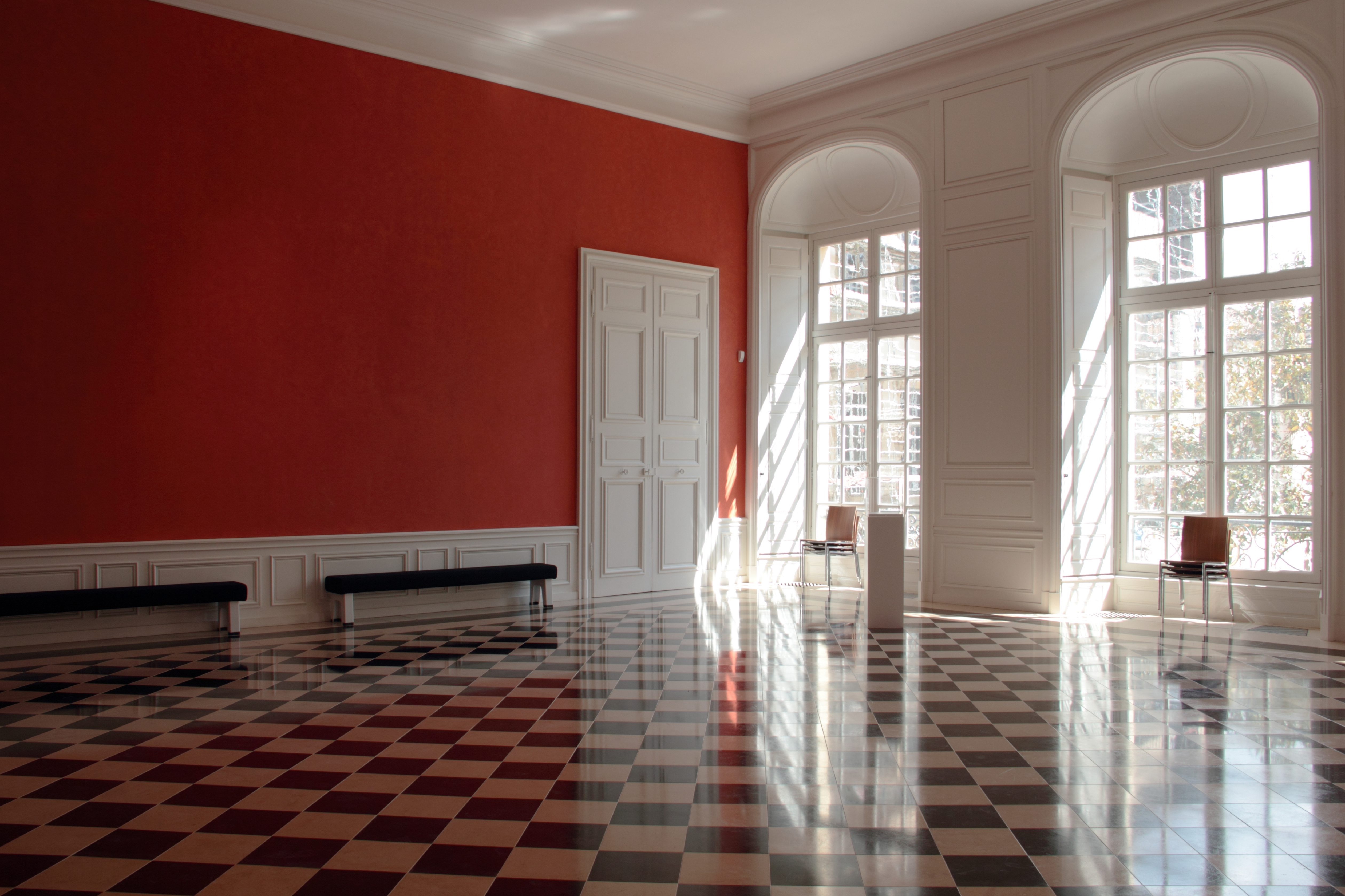
Sala de la librea (puerta que da hacia los apartamentos privados del duque)
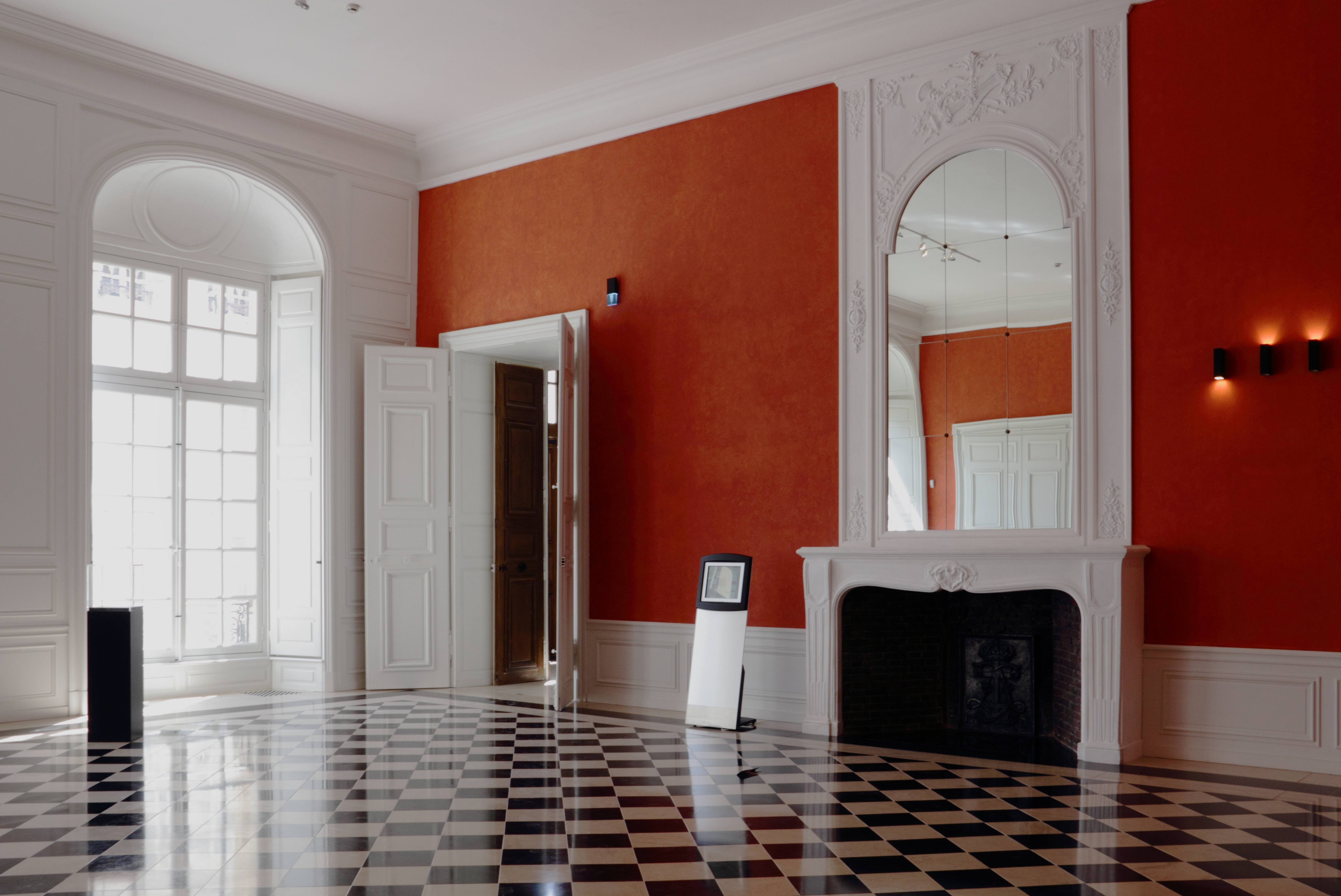
Sala de la librea (puerta que conduce a la capilla)

### Capilla palatina
Fue realizada entre 1720 y 1723, según los planos del arquitecto Germain Boffrand. Desde 1698, era la séptima capilla del castillo utilizada por el duque Leopoldo I. Se caracteriza por la riqueza de su decoración, la armonía de las proporciones y la presencia de una tribuna que la convierte en una capilla palatina.
En el siglo XIX, el Ejército utilizó el castillo como edificio administrativo. Para devolver a la capilla su primer uso y poder celebrar el Oficio Divino, la administración militar instaló un altar coronado por una pintura de Jules Joly entregado en 1861. Esta pintura representa a la Inmaculada Concepción, según la obra de Bartolomé Esteban Murillo: la Inmaculada Concepción de los Venerables o «de Soult» (Jean de Dieu Soult la había robado de España durante la Guerra de Independencia española).
Desacralizado en 1907, el antiguo edificio religioso tiene como objetivo acoger una programación de música y voz de alta calidad (repertorio barroco, clásico y contemporáneo), así como conferencias y eventos.

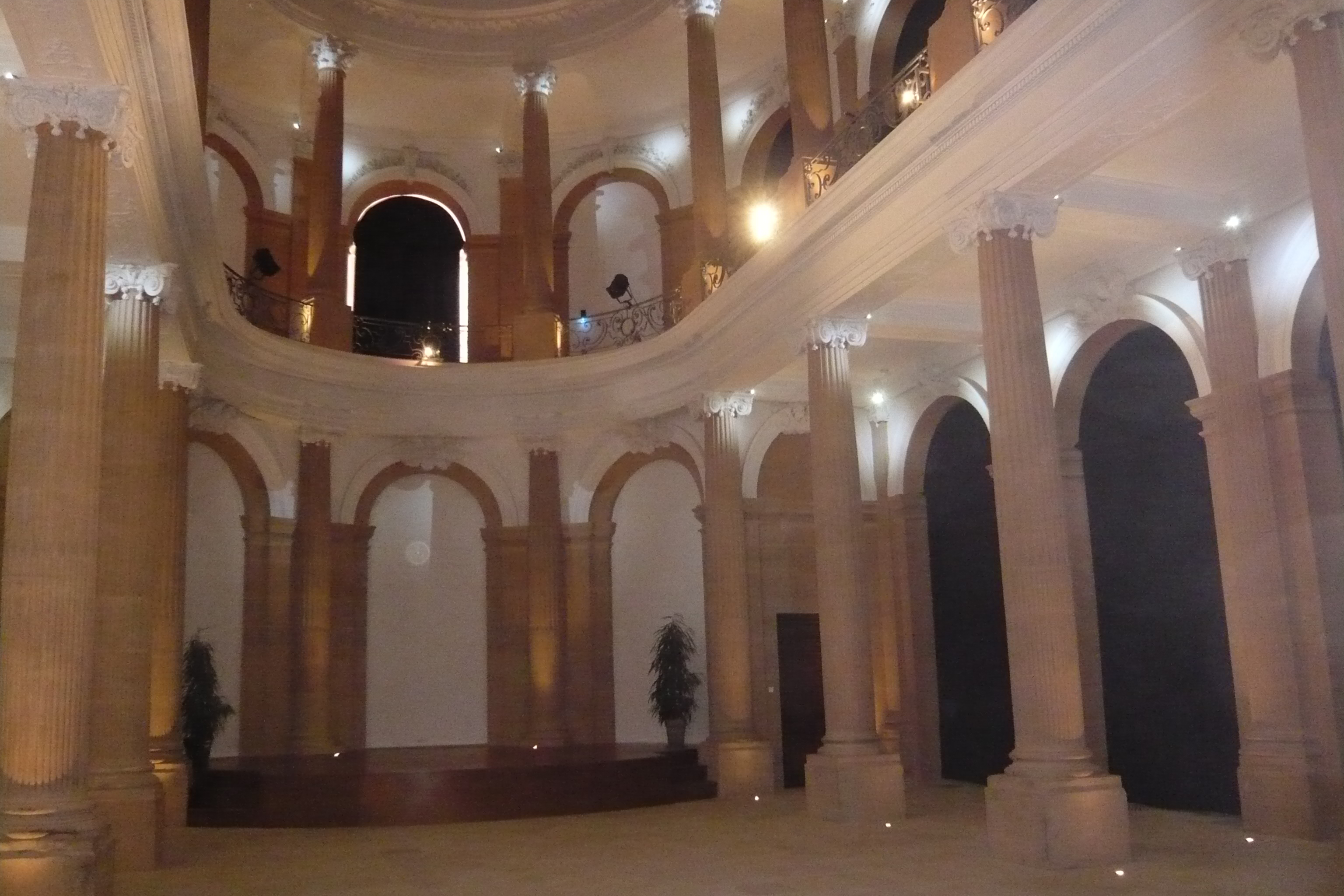
Capilla

### La escalera de honor sur
Permitía el acceso a los apartamentos del primer piso que albergaba a los hijos del duque Leopoldo I y luego a los favoritos de Estanislao I Leszczynski, el duque y la duquesa Ossolinski. La barandilla lleva el monograma del duque Leopoldo I, la doble L, y sus motivos de entrelazados que recuerda a los de las escaleras del castillo de Maisons-Laffitte en la Île-de-France. Actualmente permite acceder al vestíbulo que da acceso a las tribunas de la capilla.  

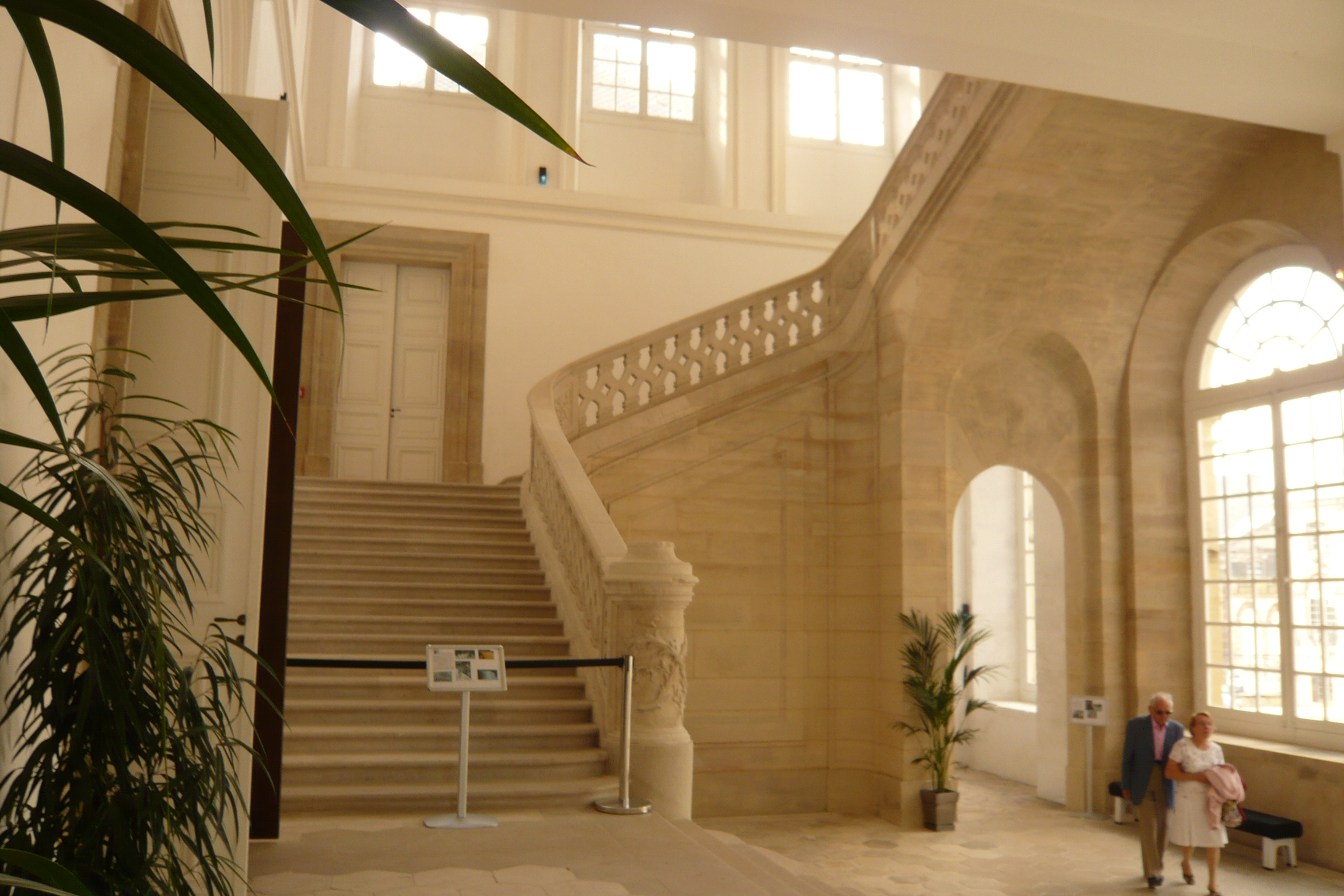
Escalera de honor sur (vista general)
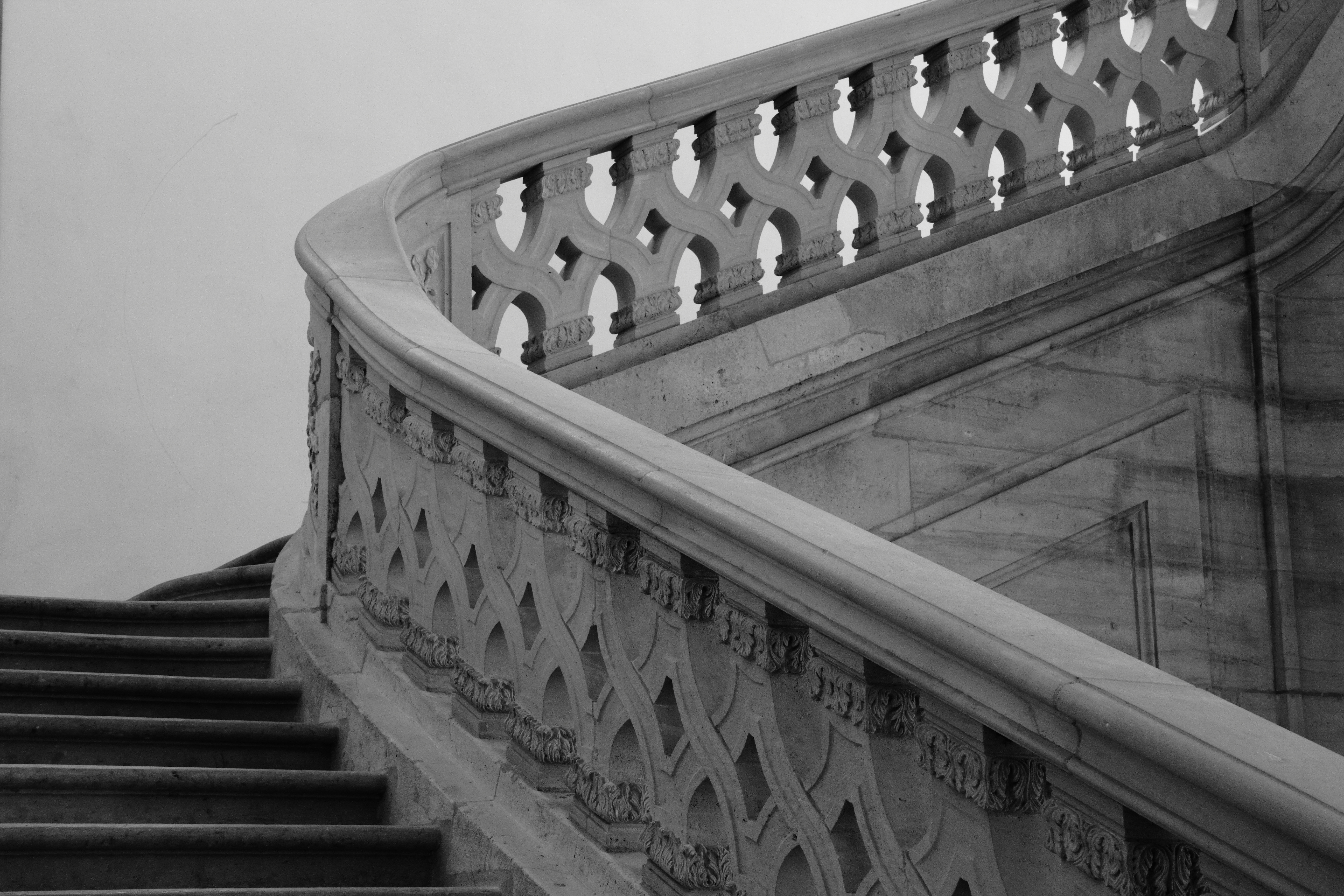
scalera de honor sur (detalle)

### Las salas abovedadas del sótano
Ubicadas debajo de la capilla, estas salas sirvieron como bodegas para la copería (echansonnery). Los toneles entraban por la puerta que da a la calle y después el vino era embotellado y almacenado. Estos eran almacenados en otras bodegas del castillo. Hoy, acogen la organización de seminarios y conferencias.

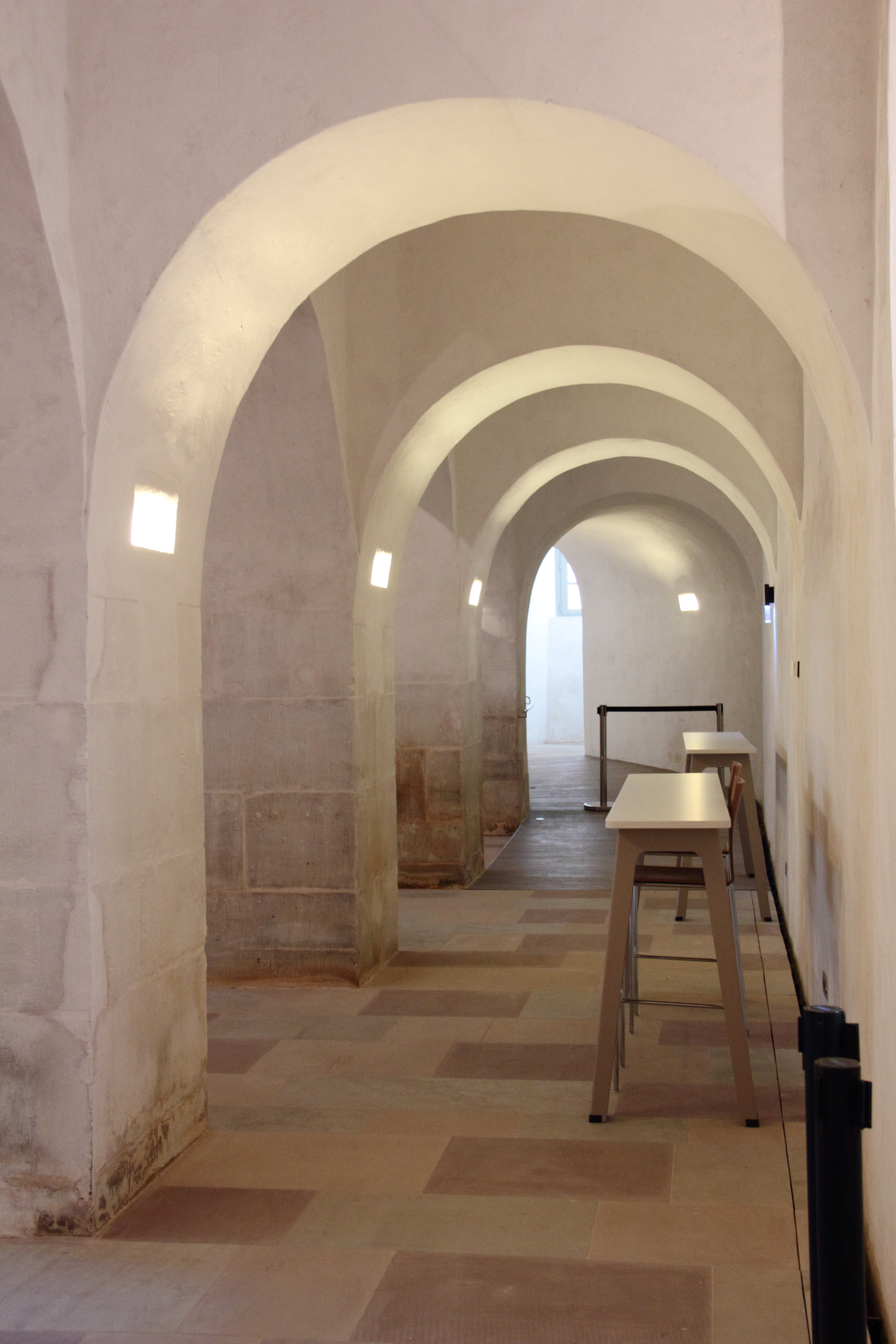
Salles voûtées du sous-sol.
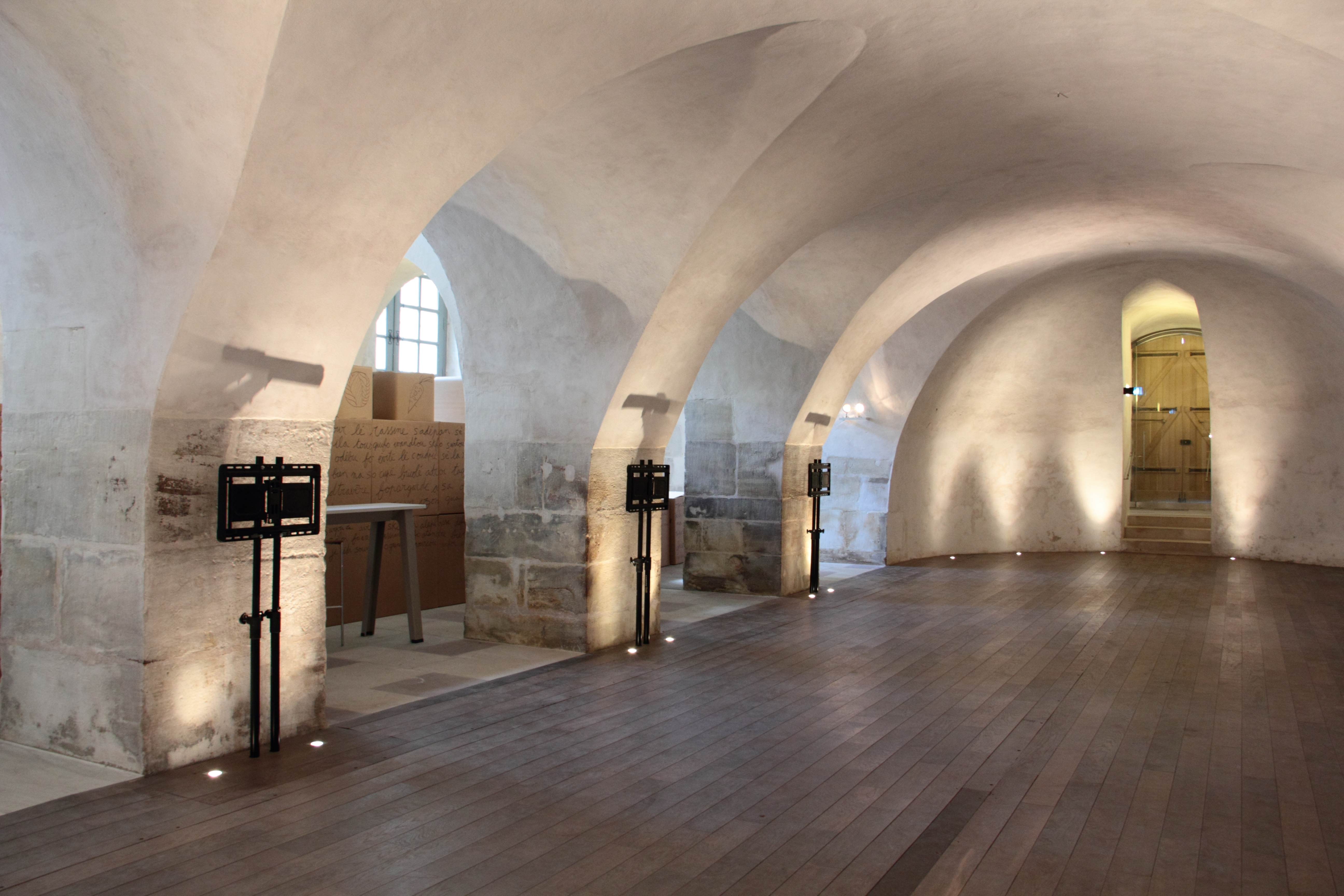
Salles voûtées du sous-sol.

## Los exteriores alrededor del palacio

### El patio de los comunes y el patio de honor

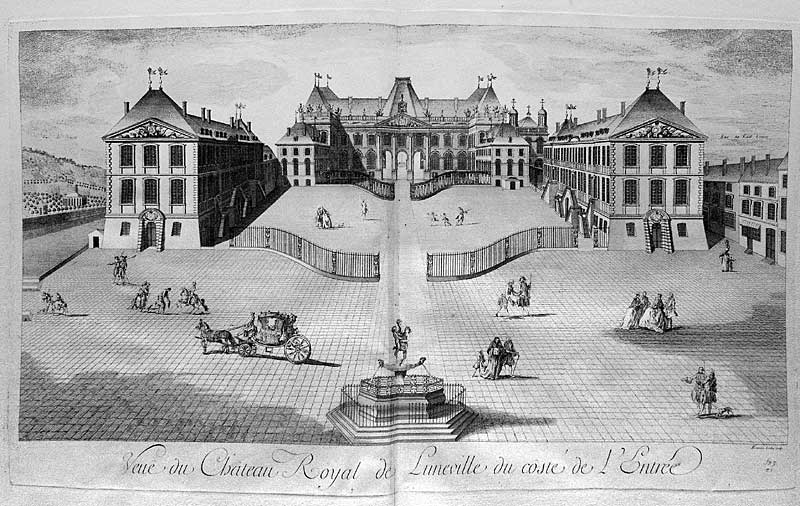
Grabado del con el patio de los comunes, el patio de honor y la fachada occidental del palacio

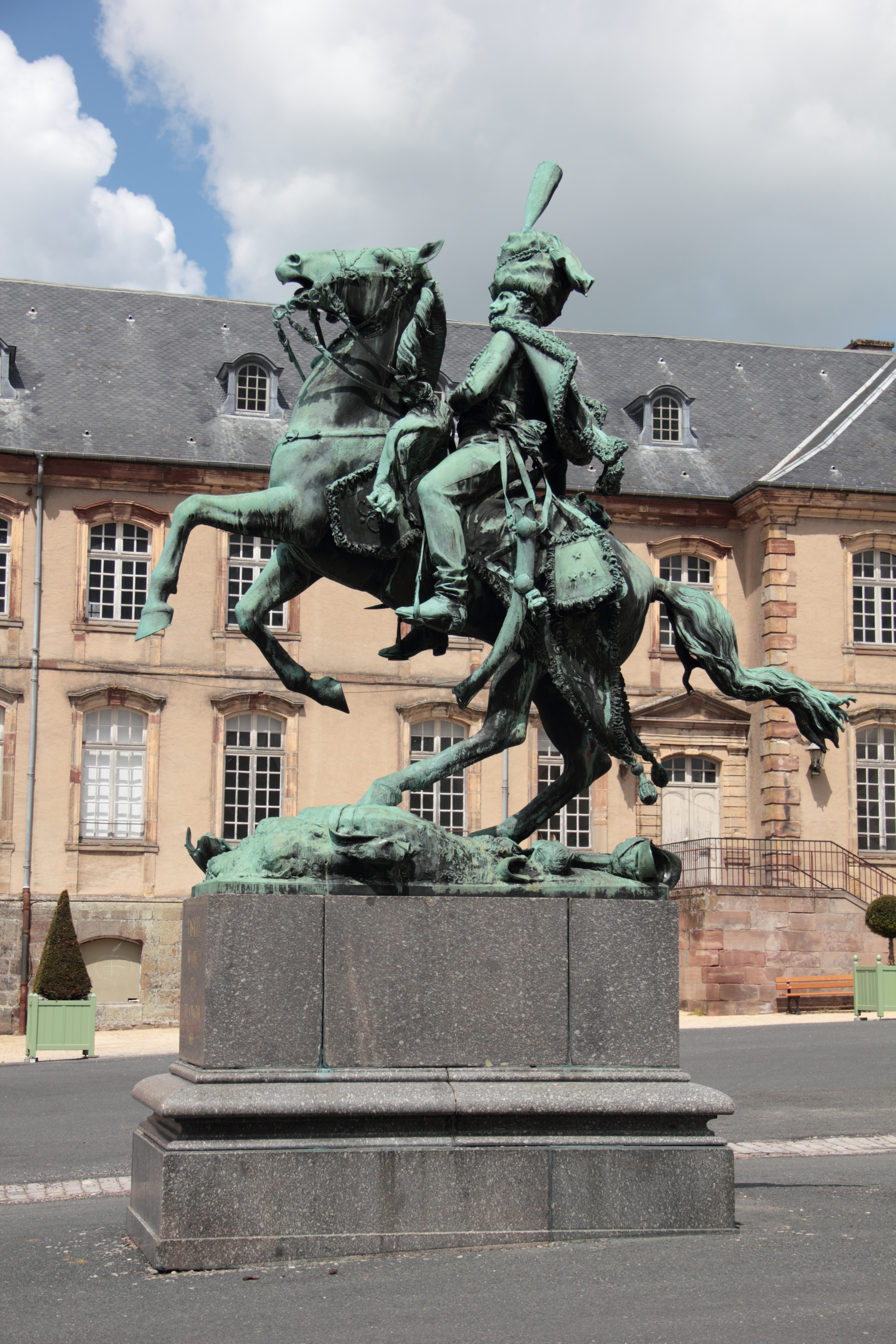
Escultura ecuestre de Antoine Charles Louis Lasalle.

Después de haber cruzado un primera portal que separa el castillo de la ciudad, se llega al primer patio rodeado en ambos lados por las dependencias comunes que le dieron su nombre. En los próximos años, el ala norte de los Comunes acogerá exposiciones temporales y el ala sur presentará los oficios relacionados con la restauración del castillo y los artesanados en el Lunévillois. En el centro del patio hay una estatua ecuestre del general mesino Antoine Charles Louis Lasalle del Grande Armée de Napoleón I, erigida en 1893.
Un murete reconstruido en 2002, rematado con una reja metálica instalada en 2005, separa el patio de los comunes del patio de honor. Esta restauración tiene como objetivo recuperar la separación que existía entre los dos patios en el siglo XVIII. Alrededor del patio principal, los edificios se desarrollan en forma de U. Al fondo, se puede ver el cuerpo central del castillo enmarcado en ambos lados por dos alas más bajas. Las fachadas son un ejemplo perfecto de la arquitectura clásica, tal como la concibió el arquitecto Germain Boffrand. La sobriedad de las líneas se compensa con el ritmo armonioso de las arcadas en la planta baja. En el centro de la composición, las imponentes columnas participan en la majestuosidad del edificio, y están coronadas por un frontón triangular decorado con motivos guerreros. El escudo de armas de Leopoldo I y de su esposa Isabel Carlota de Borbón-Orleans también figuraban, pero fueron destruidos durante la Revolución Francesa.

Los patios de los comunes y de honor
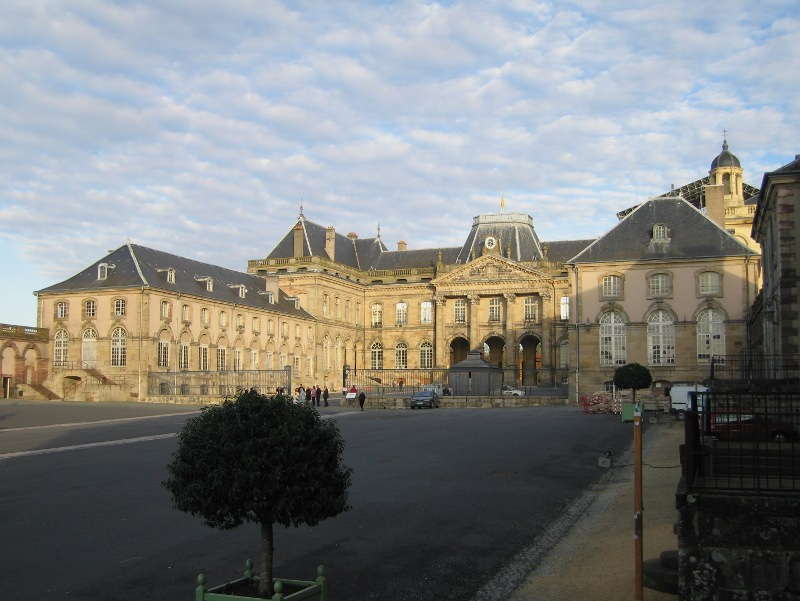
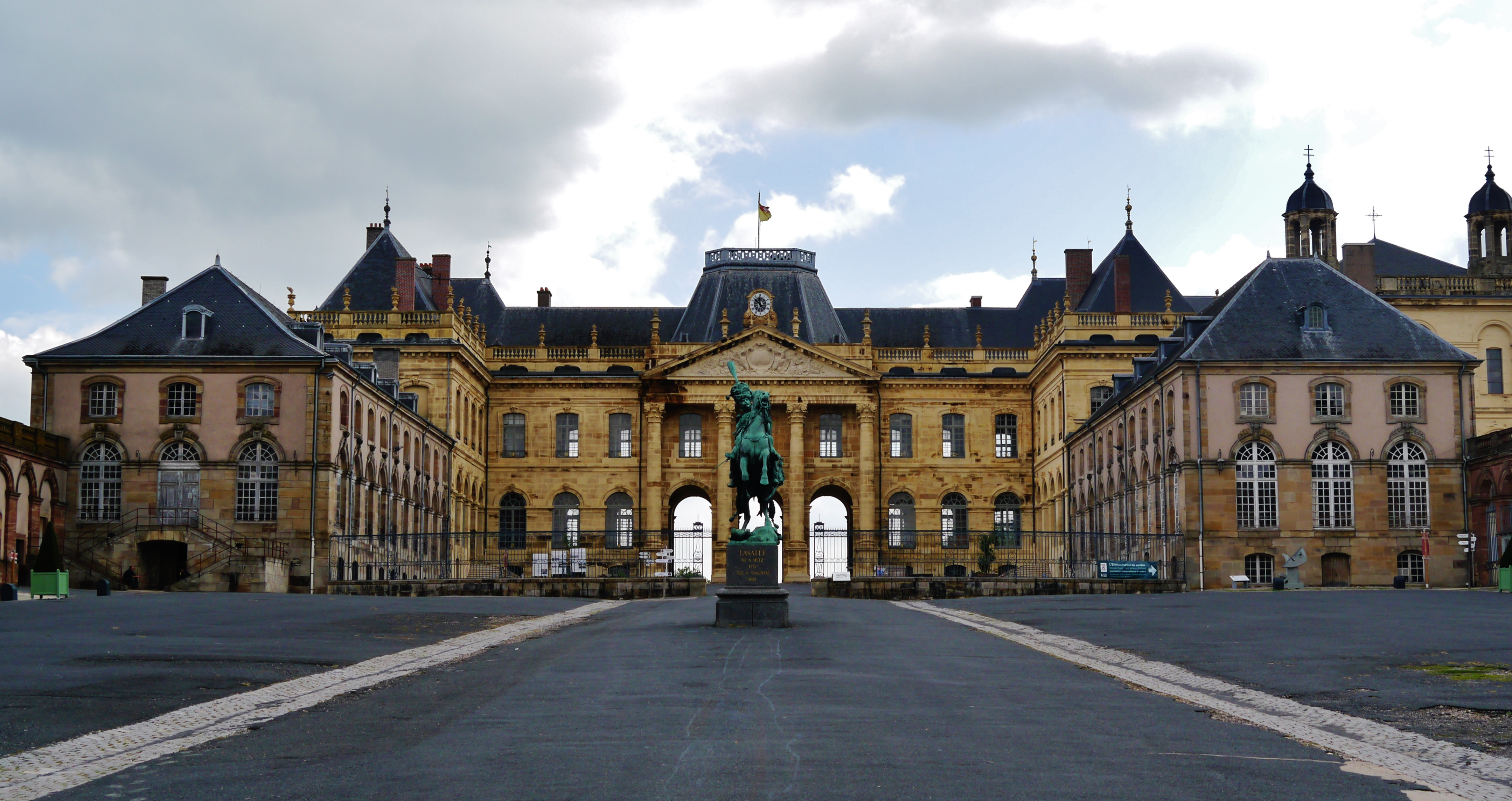
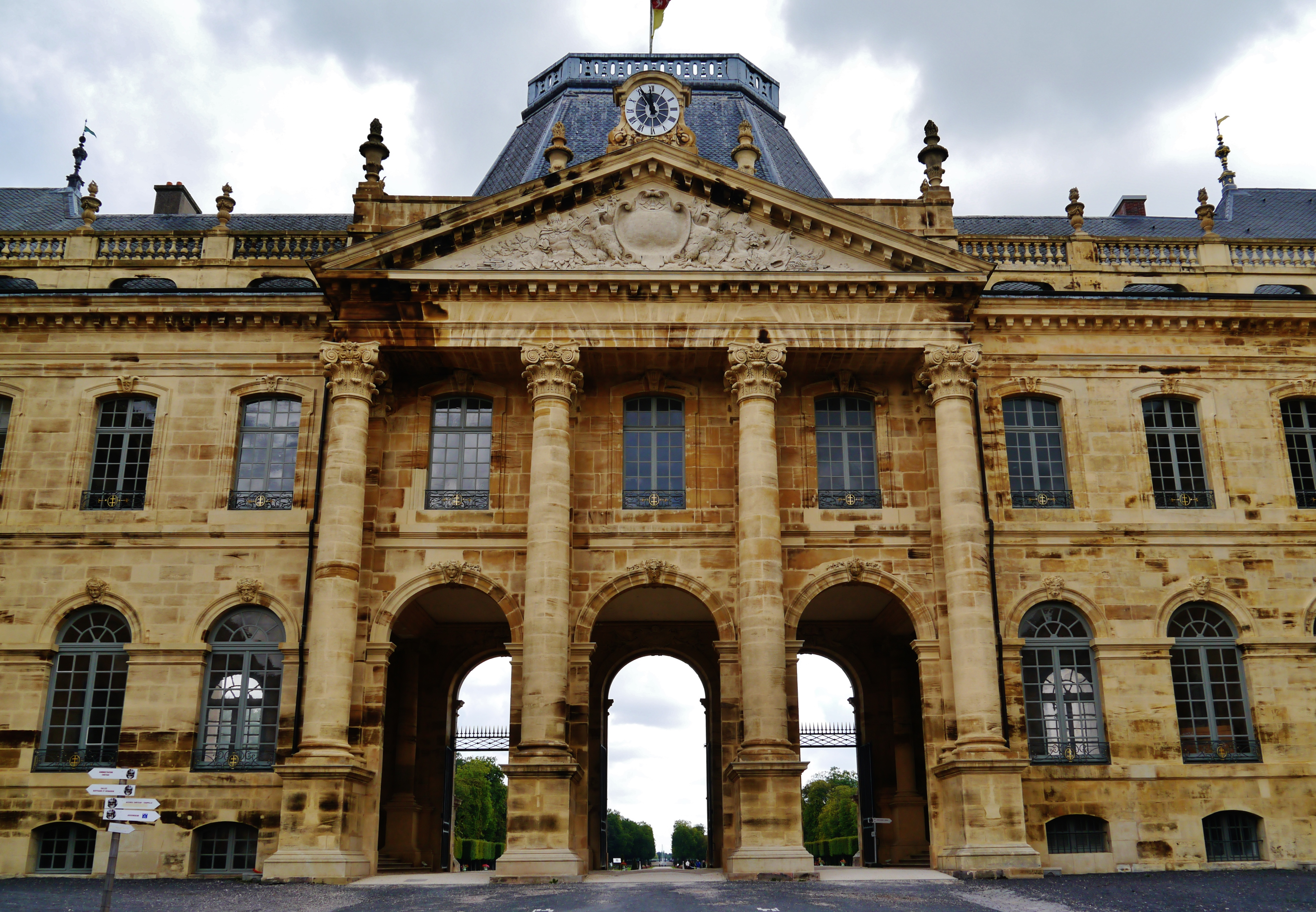
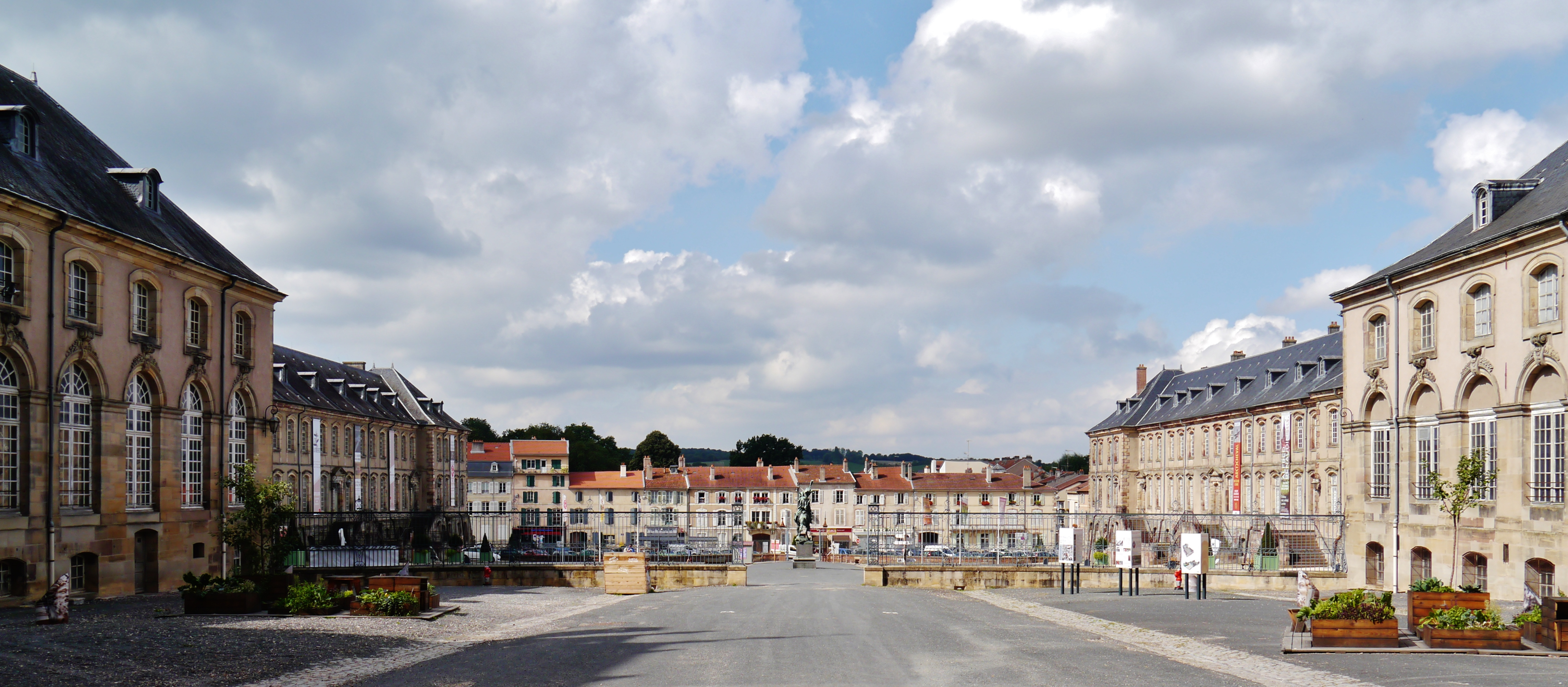

### El vestíbulo
Situado en la planta baja del cuerpo central del castillo, constituye la entrada principal al palacio. Majestuoso pasaje entre los patios y los jardines, es una de las grandes originalidad de este. Gracias a su gran tamaño, las carrozas podían penetrar bajo los tres arcos para evitar que los pasajeros se mojaran por la lluvia mientras bajaban. El arco central está coronado por un recuadro con el monograma del duque Leopoldo I, una doble L que encierra la cruz de Lorena. El resto de la decoración esculpida combina armas orientales con turbantes y la media luna turca, evocando las hazañas militares del padre de Leopoldo I, el duque Carlos V, que había combatido a las tropas del Imperio otomano en Europa Central al final del siglo XVII. Después de los trabajos de restauración, el vestíbulo fue inaugurado en octubre de 2006.

### La terraza y los jardinesà la française
Justo después del vestíbulo está la terraza, bordeada al sur por los apartamentos ducales y al oeste con el cuerpo central del castillo. Originalmente también estaba bordeado al norte por otra ala simétrica, pero el mal estado de las finanzas de Leopoldo I impidió su realización. La terraza permite una vista sin obstáculos de los jardines à la française ubicados en el lado este.
Estos jardines contribuyen desde el siglo XVIII a la fama del castillo de Lunéville. El duque Léopoldo en 1710 confió a un émulo de André Le Nôtre, Yves des Hours, la tarea crear unos jardines à la française en la prolongación del castillo. Louis de Nesle continuó y terminó el trabajo a partir de 1724. Los jardines forman un conjunto de varios parterres à la française que forman un rigor geométrico. Un largo paseo central está bordeado de parterres y céspedes que se organizan regularmente alrededor de estanques. Cada vez menos mantenidos después de la muerte de Estanislao en 1766, los jardines se transformaron gradualmente en un jardín inglés. Los parterres recuperaron a grandes líneas el trazado original durante las importantes obras de 1946, y luego su estado original en septiembre de 2003 con la restauración de las broderies de boj.
Muchas esculturas estaban originalmente presentes, pero una gran parte se vendió tras la muerte de Estanislao. Solo quedan cuatro esculturas de Barthélémy Guibal, Apollon foulant un dragon, Diane accompagnée d'un lévrier, La Nuit y Flore.
Al final del reinado de Estanislao existía una perspectiva E-O que se iniciaba en el vestíbulo del castillo, cruzaba los jardines à la française y el bosque hasta el castillo de Chanteheux, una especie de Trianon para el duque de Lorena. Este castillo de Chanteheux fue construido en 1740 por Emmanuel Héré y fue inmediatamente destruido tras la muerte del rey de Polonia.

Jardines à la française
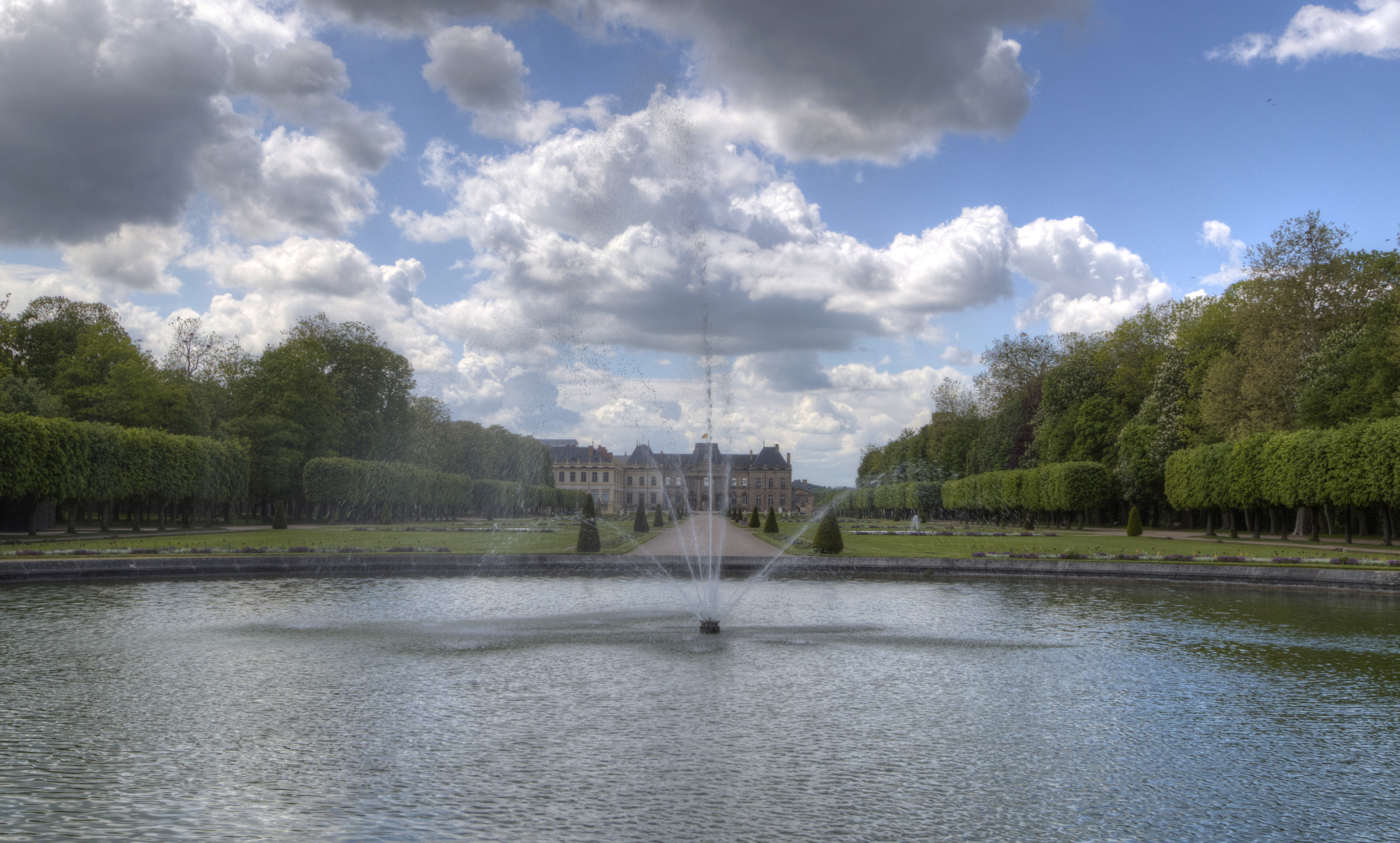
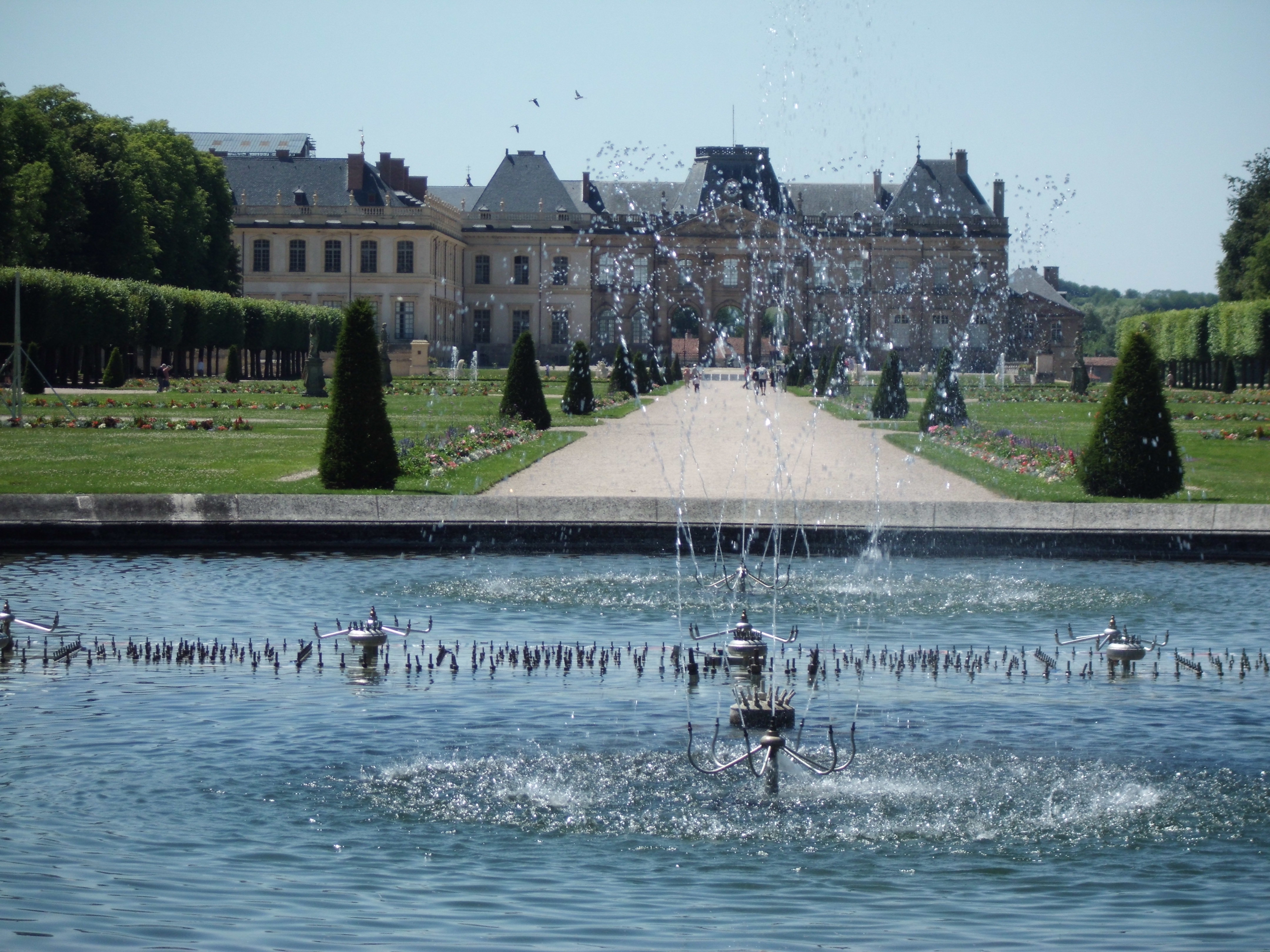
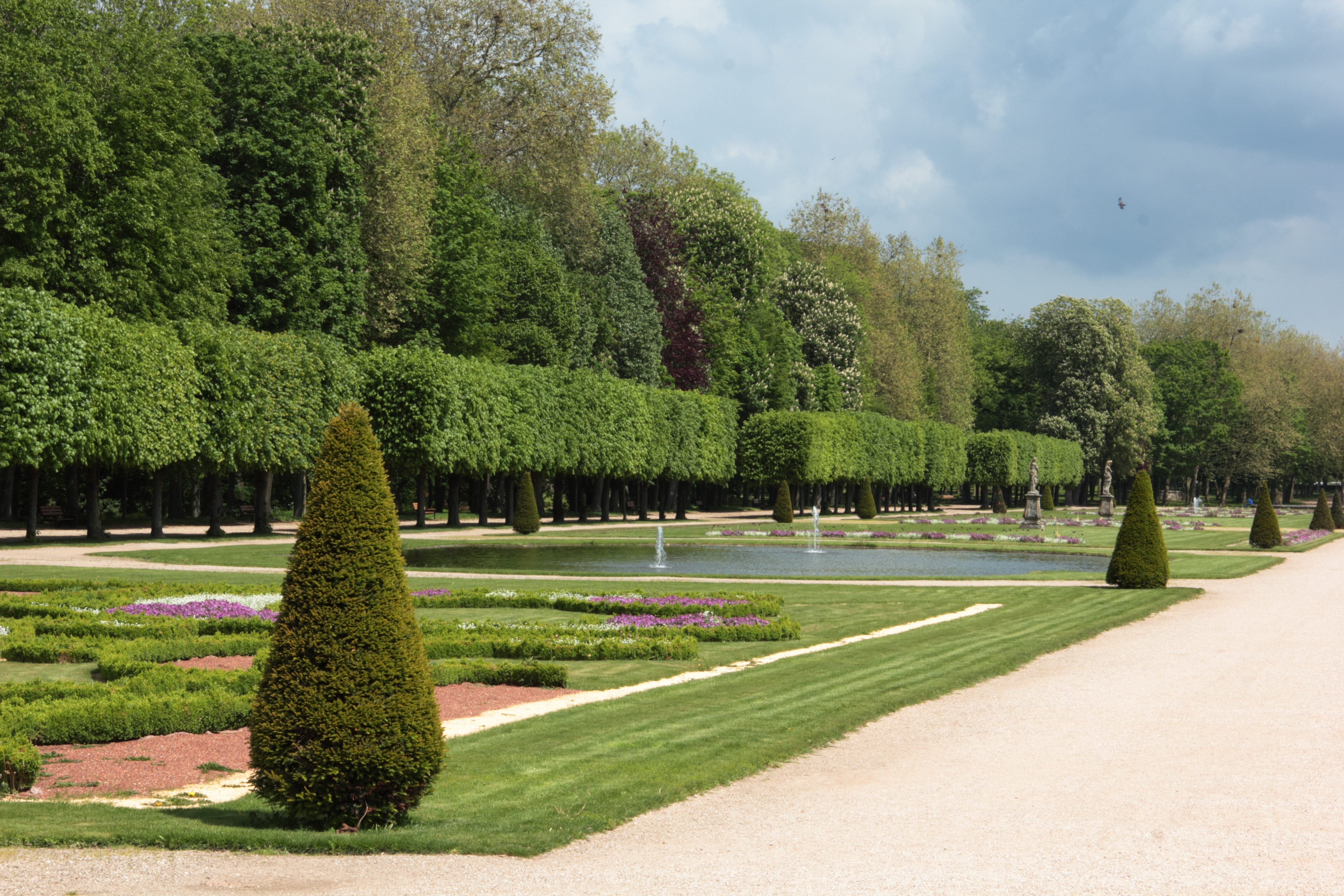
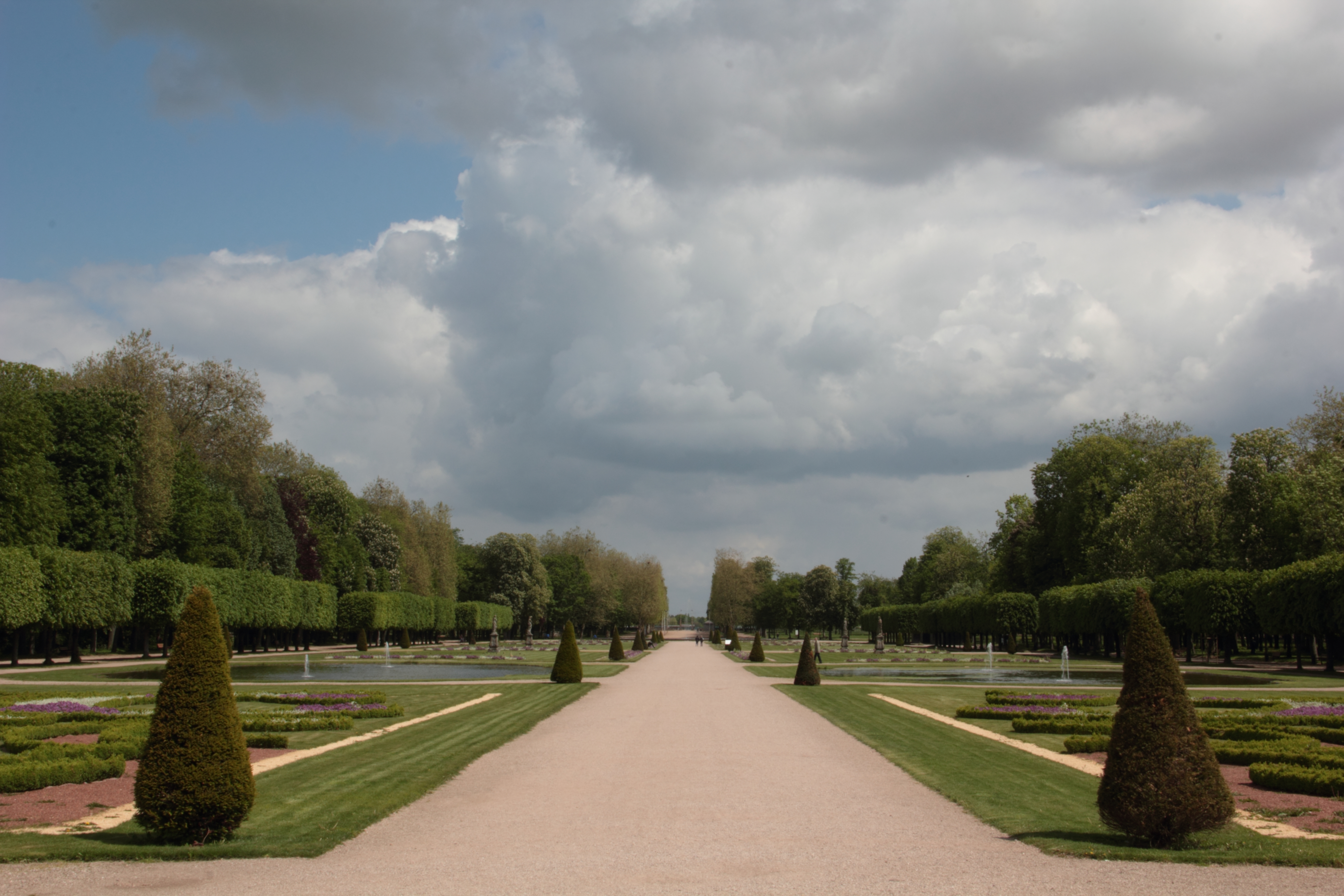
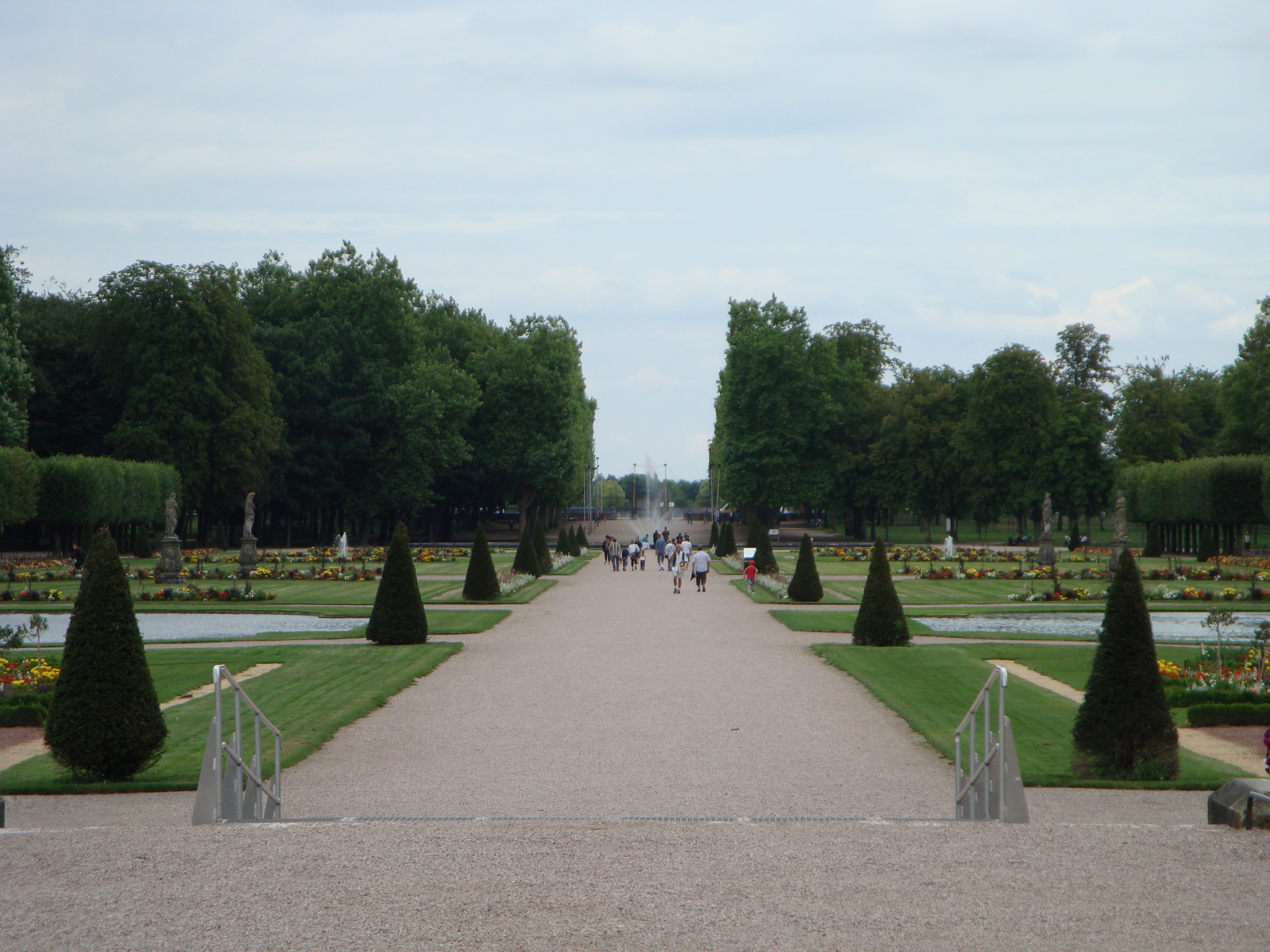

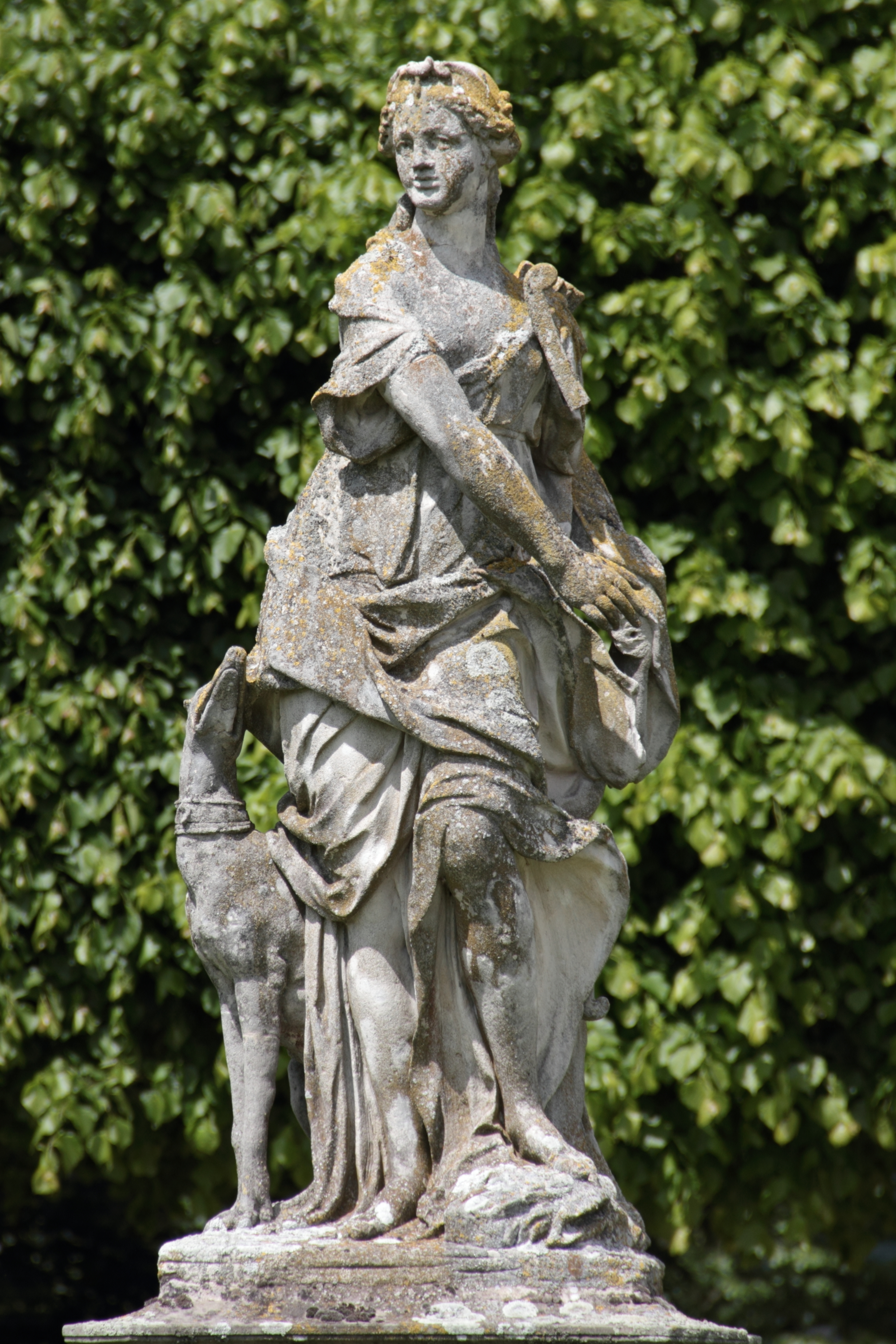
Diane
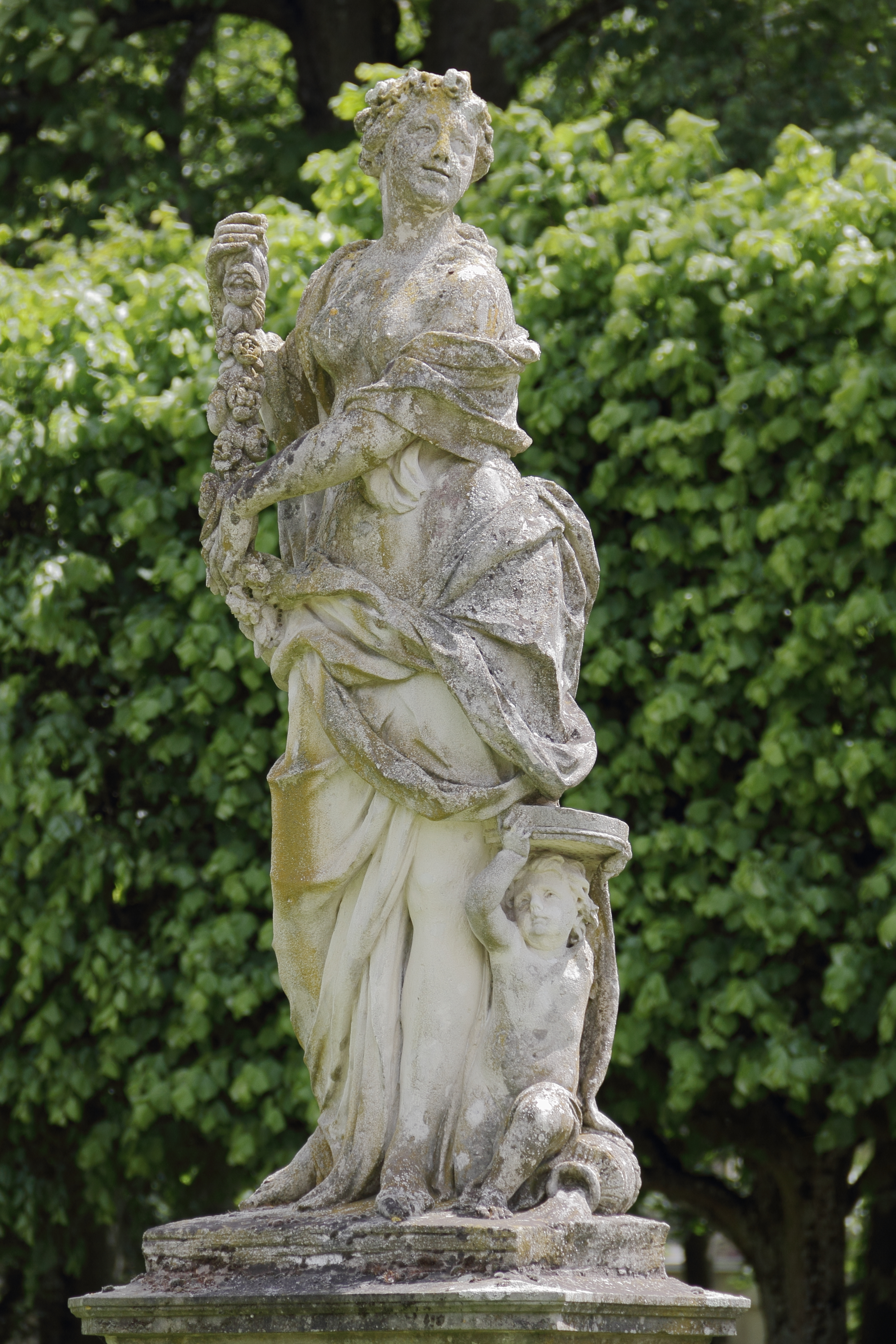
Flore
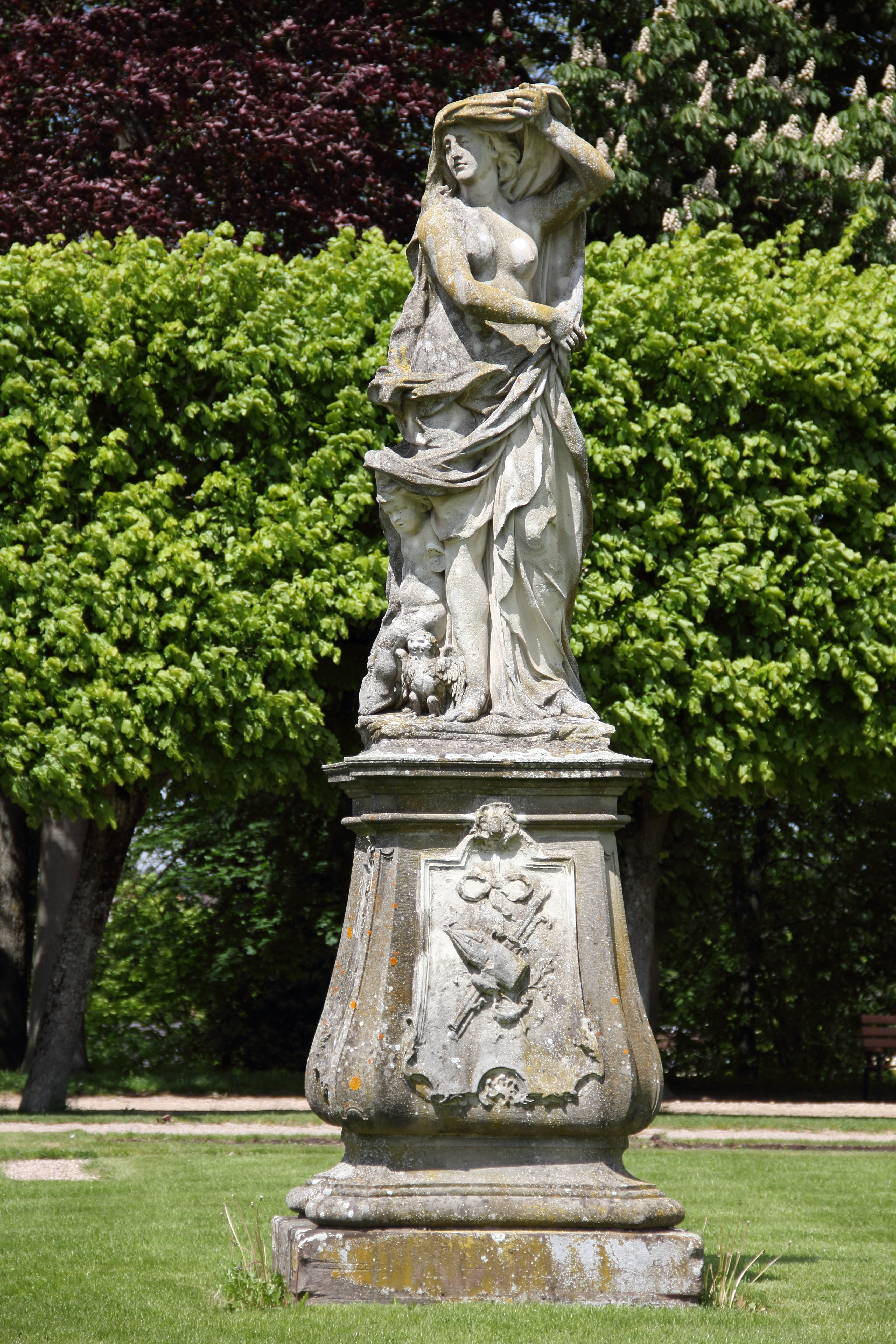
La Nuit

### El parque de los Bosquets
El duque Estanislao I Leszczynski fue quien decidió embellecer los bosques que bordean el parque y rodean los jardines à la française. Hizo construir varias caprichos (en francés: fabriques) diseñados por su arquitecto Emmanuel Héré para acoger los divertimentos de la corte de Lorena. Desaparecieron después de su muerte en 1766 y deberán reconstruirse en los siguientes años (el kiosco, el pabellón de la cascada, el salón de pesca, el trébol...).

### El patio del roquedo

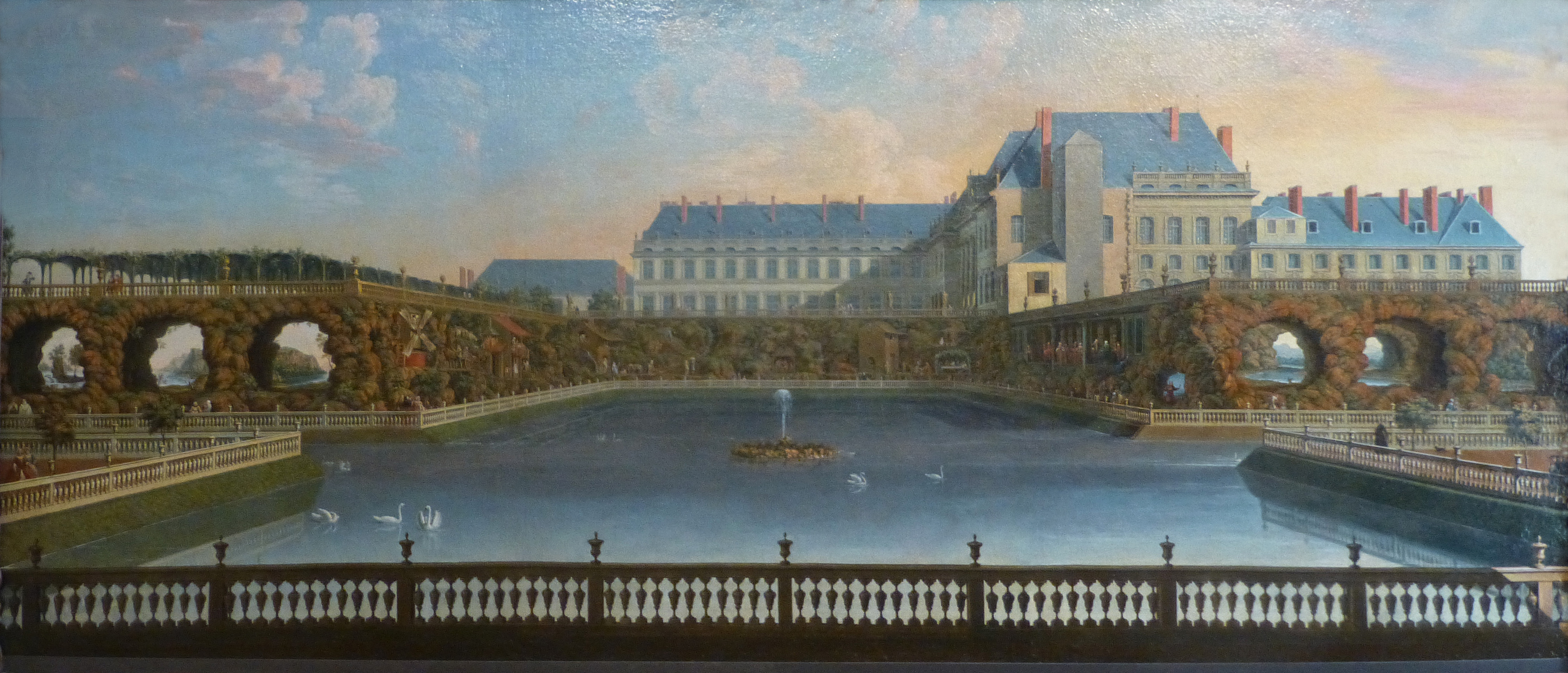
André Joly, Le château de Lunéville, vue du Rocher, hacia 1760 (Musée Lorrain)

Su nombre se refiere a uno de los caprichos que Stanislaus hizo construir aquí a Emmanuel Héré. Sobre varios bloques de arenisca, 88 autómatas movidos por un sistema hidráulico representaban a escala natural a campesinos y artesanos en su actividad diaria, en torno a una decoración que evocaba la naturaleza. Hoy, no queda rastro de ella.